# Indro Montanelli
Indro Montanelli (Fucecchio, 22 aprile 1909 – Milano, 22 luglio 2001) è stato un giornalista, saggista e scrittore italiano.
Tra i più popolari giornalisti italiani del Novecento, si distinse per la limpidezza della sua scrittura. Iniziata la carriera durante il ventennio fascista, fu per oltre quarant'anni l'uomo-simbolo del principale quotidiano d'Italia, il Corriere della Sera. Lasciato il Corriere per contrasti sulla nuova linea politica della testata, diresse per vent'anni un quotidiano fondato da lui stesso, il Giornale, distinguendosi come opinionista di stampo conservatore. Fu ferito alle gambe nel 1977 in un attentato organizzato dalle Brigate Rosse.
Con l'entrata in politica di Silvio Berlusconi, da lui disapprovata, lasciò il Giornale e, nel marzo 1994, fondò La Voce, un quotidiano che però chiuse l'anno seguente. Fu autore di una collana di libri di storia a carattere divulgativo, Storia d'Italia, che narrano la storia d'Italia dall'antichità alla fine del XX secolo. In ciascuna attività Montanelli seppe conquistare un largo seguito di lettori.

## Biografia

### Infanzia e giovinezza

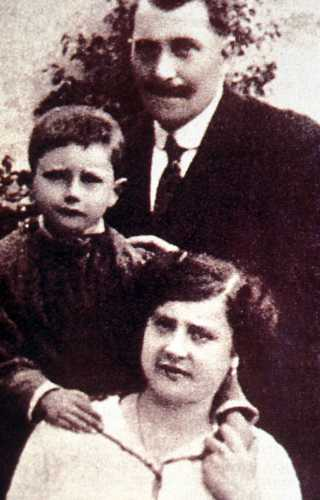
La famiglia Montanelli: il piccolo Indro e i suoi genitori, Sestilio Montanelli e Maddalena Doddoli

Unico figlio di Sestilio Montanelli (1880-1972), professore di scuola media e successivamente preside del liceo della città di Rieti, e Maddalena Dòddoli (1886-1982), figlia di agiati commercianti di cotone, Indro Alessandro Raffaello Schizògene Montanelli nacque il 22 aprile 1909 a Fucecchio (FI), nel palazzo di proprietà della famiglia della madre. A questa circostanza sono riferite alcune «leggende», la più famosa delle quali – raccontata dallo stesso Indro – narra che, dopo un litigio (gli abitanti di Fucecchio erano divisi in «insuesi» e in «ingiuesi», cioè di Fucecchio di sopra e di Fucecchio di sotto; la madre di Indro era insuese e il padre ingiuese), la famiglia materna ottenne di far nascere il bambino nella zona collinare, mentre il padre lo battezzò scegliendo un nome adespota, estraneo alla famiglia materna.
I nomi Alessandro e Raffaello rimandano rispettivamente ai nomi dei nonni materno e paterno. Il nome Indro, scelto dal padre, infatti è la maschilizzazione del nome della divinità induista Indra. Negli anni, da tale nome derivò il soprannome «Cilindro», creato dagli amici e anche da alcuni avversari politici del giornalista; per anni circolò una voce che sosteneva che "Cilindro" fosse in realtà il suo vero nome di battesimo, smentita però dall'atto battesimale. Il nome, dopo la sua nascita, ebbe una certa diffusione a Fucecchio; ad esempio, vi furono il calciatore e allenatore Indro Cenci e alcuni omonimi Indro Montanelli. Il padre gli assegnò altri tre nomi, Alessandro, Raffaello e Schizogene, cioè «generatore di divisioni».
Passò l'infanzia nel paese natale, spesso ospite nella villa di Emilio Bassi, sindaco di Fucecchio per quasi un ventennio nei primi anni del Novecento. A Emilio Bassi, che considerava come un «nonno adottivo», restò legato, tanto da volere che a lui fosse cointitolata la Fondazione costituita nel 1987.
Sin da ragazzo Montanelli incominciò a soffrire di attacchi di panico, un disturbo che lo segnerà per tutta la vita e riguardo al quale dichiarerà:
Il padre, preside di liceo, fu trasferito a Lucca e poi a Nuoro per cinque anni (dal 1920 al 1925) presso la Scuola Normale di Nuoro (che corrispondeva all'odierno Istituto Magistrale), dove il giovane Indro lo seguì come studente degli ultimi due anni delle scuole elementari e i primi tre del Ginnasio. A causa degli spostamenti del padre, frequentò il liceo classico "Marco Terenzio Varrone" a Rieti, dove nel 1926 conseguì la maturità.
Nel 1930 si laureò in giurisprudenza all'Università di Firenze, con un anno di anticipo sulla durata normale dei corsi, discutendo una tesi sulla riforma elettorale del fascismo (legge Acerbo), in cui sostenne che era finalizzata ad abolire le elezioni. Ottenne la valutazione di centodieci e lode. Suoi docenti furono Piero Calamandrei, Federico Cammeo, Enrico Finzi, Manfredi Siotto Pintor e il giovane Giorgio La Pira. Successivamente, frequentò corsi di specializzazione all'Università di Grenoble, alla Sorbona e a Cambridge. Nel 1932 ottenne una seconda laurea, in scienze politiche e sociali, sempre a Firenze, all'Istituto Cesare Alfieri, con una tesi in cui valutava positivamente la politica di isolamento inglese.
Nel 1929 fu allievo ufficiale a Palermo, ove, vittima delle crisi depressive, fu raggiunto dalla madre, che provò a rassicurarlo. La madre, molto tempo dopo, raccontò l'episodio in televisione.

### Gli anni trenta
(Indro Montanelli, Questo secolo, 1982.)
Dopo i primi articoli giovanili per La Frusta di Rieti, Montanelli firmò il suo primo articolo, su Byron e il cattolicesimo, sulla rivista Il Frontespizio di Piero Bargellini (luglio-agosto 1930). Fu attento lettore di altre riviste, specie L'Italiano di Leo Longanesi (conosciuto nel 1937 a Roma e destinato a diventare suo grande amico) e Il Selvaggio di Mino Maccari: periodici, entrambi, che, pur essendo fascisti, furono fra i primi a rompere con il coro conformista del regime.
Dopo che nel 1932 un amico, Diano Brocchi, gli fece conoscere di persona Berto Ricci, con cui aveva fino ad allora scambiato alcune lettere, incominciò a collaborare al periodico fiorentino L'Universale, che aveva una diffusione di nemmeno 2 000 copie. Nello stesso anno fu ricevuto, assieme a tutto lo staff de L'Universale da Benito Mussolini, il quale, secondo il racconto che lo stesso Montanelli avrebbe reso a Enzo Biagi per la trasmissione Questo secolo, del 1982, intendeva elogiarlo per un articolo anti-razzista che aveva scritto.
(Indro Montanelli, Questo secolo, 1982.)
Quattro anni dopo, nell'ambito della propaganda per la guerra d'Etiopia, Montanelli distinguerà però su Civiltà Fascista tra un "razzismo europeo" e un "razzismo africano":
(Indro Montanelli, Civiltà Fascista, n. 1, gennaio 1936.)
Montanelli fu altresì invitato a collaborare a Il Popolo d'Italia; L'Universale venne chiuso nel 1935. Invece si recò a Parigi per respirare aria nuova (1934). Si presentò al quotidiano Paris-Soir offrendosi come «informatore volontario». Esordì come giornalista di cronaca nera; contemporaneamente collaborò al quotidiano L'Italie Nouvelle diretto da Italo Sulliotti (un giornale bilingue, organo del Fascio francese).
Sulla base di testimonianze orali rilasciate ad alcuni dei suoi intervistatori (e in base anche ad alcune sue opere autobiografiche), si ha notizia che Indro Montanelli sia stato, negli anni 1934-35, mandato da Paris-Soir, in qualità di inviato speciale, in Norvegia e, da lì, in Canada; che gli articoli che Montanelli spedì dal Canada in Francia vennero letti da Webb Miller, all'epoca inviato globetrotter dell'agenzia di notizie United Press, il quale suggerì all'agenzia stessa di assumerlo; inoltre che la prima assunzione di Montanelli come giornalista professionista con regolare stipendio avvenne a New York, ov'egli si mise in luce con corrispondenze locali per conto della Centrale della United Press, pur non interrompendo i suoi rapporti professionali con Paris-Soir; e ancora, che mediante l'agenzia di stampa United Press venne offerta a Montanelli la possibilità di realizzare il suo primo scoop: un'intervista al magnate dell'industria automobilistica Henry Ford. Benché tali episodi siano probabili, tuttavia, mancano riscontri certi in merito. Quel che è certo è che la collaborazione di Montanelli al foglio diretto da Sulliotti fu breve e si chiuse improvvisamente: Montanelli venne rispedito in Italia per aver espresso su l'Italie Nouvelle idee fin troppo libere, rispetto all'autocensura imposta dal potere fascista a questo giornale di mera propaganda ideologica.

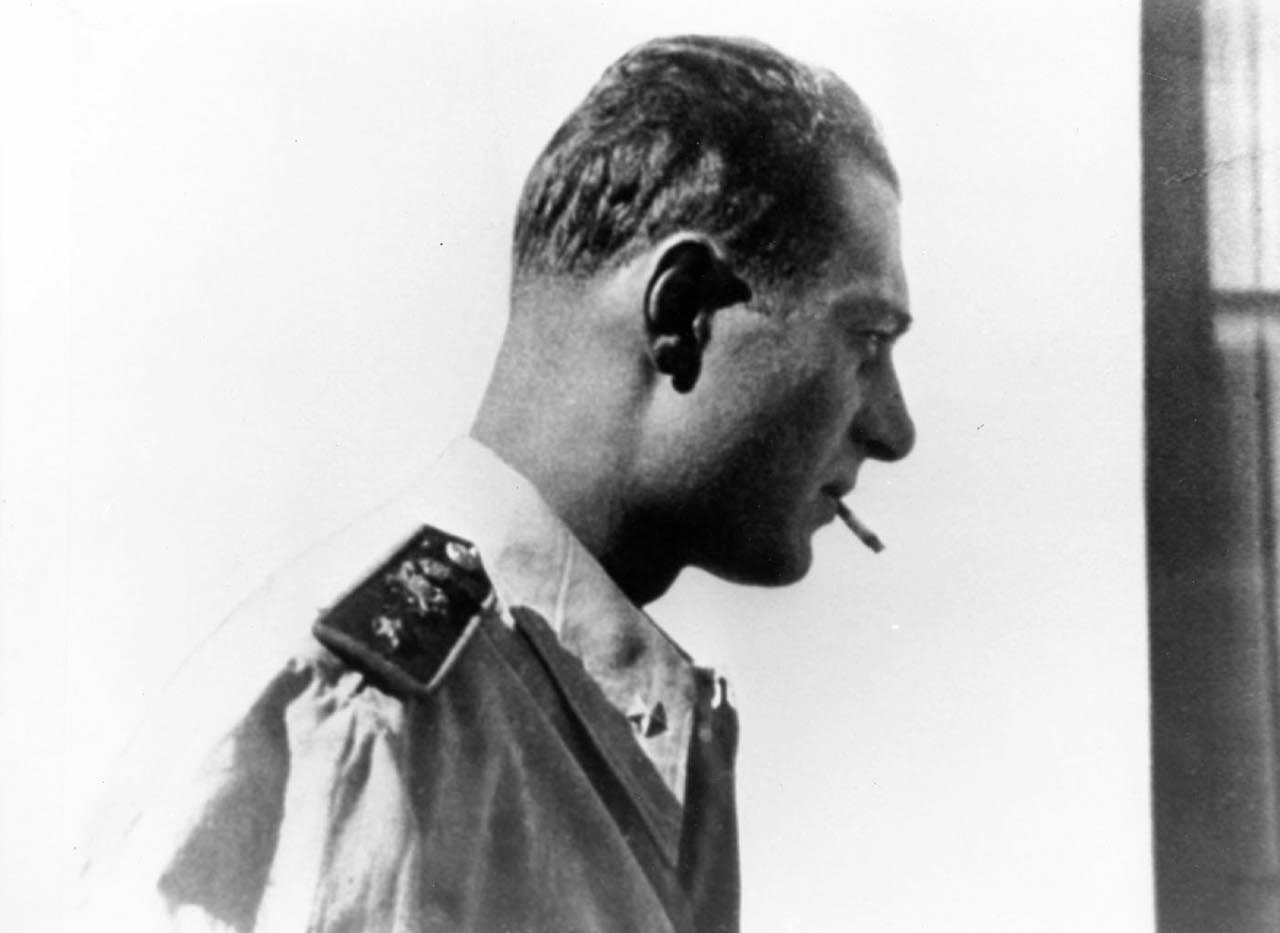
Montanelli, in divisa da ufficiale, nel 1936

Nel 1935 scrisse il suo primo libro, Commiato dal tempo di pace, che fu pubblicato dalle edizioni del «Selvaggio». Quell'anno l'Italia conquistò militarmente l'Etiopia. Montanelli si propose all'UP come inviato in zona di guerra, ma l'agenzia aveva già scelto Webb Miller per quel ruolo; allora decise di licenziarsi dalla United Press e di arruolarsi come volontario: salpò per l'Etiopia il 15 giugno 1935, partecipando alle operazioni di guerra come sottotenente al comando di un battaglione coloniale di àscari, il XX Battaglione Eritreo, tema del suo secondo volume.
(Indro Montanelli, ringraziando Benito Mussolini («Gran Babbo»), nel raccontare la sua esperienza di comandante di una compagnia di àscari durante la guerra d'Etiopia.)
La guerra d'Etiopia per Montanelli durò solo fino a dicembre: venne ferito e ottenne licenza di abbandonare il fronte. Durante la sua esperienza bellica aveva incominciato a scrivere un libro-reportage che uscì, per volontà di suo padre Sestilio, all'inizio del 1936, mentre era ancora in Etiopia. L'opera, XX Battaglione Eritreo, fu recensita favorevolmente, sul Corriere della Sera, da Ugo Ojetti, amico personale di Sestilio Montanelli, e da Goffredo Bellonci; la tiratura dell'opera, avvalendosi dei due prestigiosi sponsor culturali, raggiunse le 30 000 copie.
Nel 1935 anche il padre di Indro venne inviato dal regime fascista in Africa orientale per dirigere una commissione di esami per civili e militari già residenti nella colonia eritrea; ivi intercedette presso Leonardo Gana, direttore del maggiore quotidiano di Asmara, La Nuova Eritrea, facendovi assumere il figlio: così Indro ricevette la sua prima regolare tessera di giornalista, il che dimostra che l'anteriore collaborazione di Montanelli con la United Press, se vi fu, ebbe un carattere alquanto informale. Nel gennaio 1936 Indro Montanelli fu trasferito dal XX Battaglione Eritreo al Drappello Servizi Presidiari e incominciò a prestare servizio presso l'Ufficio Stampa e Propaganda.
In Etiopia Montanelli, che all'epoca aveva 26 anni, ebbe una relazione con una bambina eritrea di 12 anni. Altre fonti parlano invece di una ragazzina di 14 anni, ma in una intervista televisiva Montanelli dichiarò «di aver regolarmente comprato dal padre» una ragazzina di 12 anni per sposarla. Fatìma (che in un articolo de La stanza di Montanelli del 2000, dove ricostruisce minuziosamente la vicenda del suo primo matrimonio, Montanelli chiama invece Destà) fu comprata dal suo «sciumbasci» Gabér Hishial versando al padre la convenuta cifra di 350 lire (la richiesta iniziale era di 500), più l'acquisto di un «tucul» (una capanna di fango e di paglia) di 180 lire. Compresi nel prezzo ebbe anche un cavallo e un fucile.
La ragazza rimase al suo fianco per l'intera permanenza in Africa. L'usanza del madamato, dapprima tollerata e talvolta attuata su spinta dei capi-reggimento locali, fu proibita nell'aprile 1937 per limitare le infezioni veneree e per evitare contatti tra italiani e africani: il provvedimento fu poi seguito l'anno dopo dall'emanazione delle leggi razziali. Prima del ritorno in Italia, Montanelli cedette la giovane al generale Alessandro Pirzio Biroli, che la introdusse nel proprio piccolo harem. In seguito la ragazza sposò un militare eritreo che era stato agli ordini di Montanelli nella guerra coloniale:
Nel 2020 un sessantasettenne italo-eritreo, originario di Sageneiti e residente a Parma, affermò in un'intervista di essere figlio di tale Lattemicael Destà, che secondo l'articolo sarebbe da ritenersi con ogni probabilità l'unica donna chiamata Destà residente a Sageneiti in quel periodo. Nata nel 1923, la donna non avrebbe avuto mai alcun rapporto con Montanelli, il quale avrebbe inventato, o comunque manipolato in modo molto significativo, la vicenda.
Montanelli incontrò Filippo Tommaso Marinetti che, nonostante la non giovane età (era nato nel 1876), aveva voluto ugualmente vivere l'esperienza della guerra. Redattore de La Nuova Eritrea, Montanelli scrisse un pezzo per L'Italia letteraria in cui mostrò la sua disillusione per la nuova Italia che il fascismo voleva costruire:
Il pezzo, sfuggito alla censura fascista, attirò l'attenzione di Carlo Rosselli. L'esule, che aveva conosciuto Montanelli a Parigi, si augurò su Giustizia e Libertà che l'Abissinia potesse aver guarito «Indro Montanelli da molte illusioni».
Manlio Morgagni, direttore dell'Agenzia Stefani e fedelissimo di Mussolini, lo avrebbe voluto come corrispondente da Asmara, ma la trattativa non ebbe esito positivo. Quando il padre ritornò in Italia, Indro lo seguì (agosto 1936).
Nell'aprile 1937 Montanelli si presentò alla redazione del neonato settimanale d'informazione Omnibus. Conobbe Leo Longanesi, di neanche quattro anni più anziano, ma già un giornalista-editore esperto. Tra i due nacque una duratura amicizia. Nello stesso anno Montanelli partì per la Spagna, dov'era scoppiata la guerra civile, come corrispondente per il quotidiano romano Il Messaggero, scrivendo articoli anche per Omnibus. In un resoconto sulla battaglia di Santander descrisse la resa della guarnigione repubblicana facendo questa osservazione: «È stata una lunga passeggiata militare con un solo nemico: il caldo». La sua simpatia per gli anarchici spagnoli lo portò ad aiutare uno di loro, che accompagnò fuori della frontiera: il gesto venne ricompensato da «El Campesino», capo anarchico della 46ª divisione nella guerra di Spagna, con il dono di una tessera della Federación Anarquista de Cataluña di cui Montanelli si sarebbe fregiato per tutta la vita.
Una volta rimpatriato, il Minculpop, con l'intervento diretto di Mussolini, lo cancellò dall'albo dei giornalisti per l'articolo sulla battaglia di Santander, considerato offensivo per l'onore delle forze armate italiane. Gli fu anche tolta la tessera del partito e lui non fece nulla per riaverla. Alla vigilia del processo con il quale avrebbe potuto essere condannato al confino, Montanelli anticipò che in dibattimento avrebbe chiesto che venisse fatto il nome di un morto, anche uno solo. Per evitare il peggio, Giuseppe Bottai, allora ministro dell'Educazione nazionale e suo amico dai tempi dell'Etiopia, prima gli trovò in Estonia un lettorato di lingua italiana nell'Università di Tartu, poi lo fece nominare direttore dell'Istituto italiano di cultura della capitale Tallinn per l'anno accademico 1937-1938. Come racconta in Pantheon Minore, a Tallinn, su richiesta del colonnello russo Engelhardt, Montanelli diede ospitalità alla moglie russa di Vidkun Quisling, che di lì a qualche anno sarebbe divenuto il capo del regime collaborazionista di Oslo, avendo modo in quell'occasione di conoscere anche il futuro fører di Norvegia. Dalla capitale estone Montanelli scrisse articoli per L'Illustrazione Italiana e per il quotidiano torinese La Stampa.

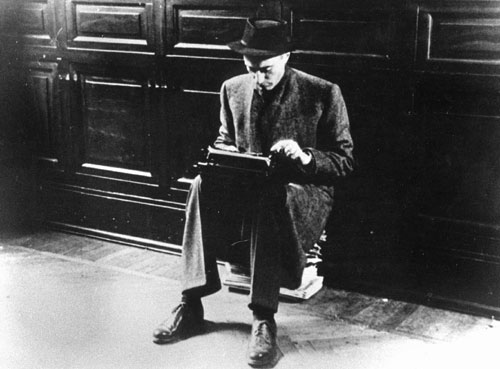
Milano, 1940. Al ritorno dal fronte finnico, Montanelli, seduto su una pila di libri, batte a macchina ripreso da Fedele Toscani nella sede del Corriere della Sera di Via Solferino, utilizzando una Olivetti MP1, il primo modello portatile della casa di Ivrea. Il modello precede l'Olivetti Lettera 22, che fu prodotta dal 1950 e che divenne la preferita di Montanelli.

Nell'estate del 1938 ottenne un congedo estivo. Tornato a Milano, conobbe la nobildonna austriaca Margarethe de Colins de Tarsienne (Rovereto, 18 dicembre 1911 - 20 giugno 2013) e se ne innamorò. Deciso a non ritornare più in Estonia, chiese a Ugo Ojetti di essere presentato al direttore del Corriere della Sera Aldo Borelli. Ojetti, che credeva nel talento giornalistico di Montanelli, fece il suo nome a Borelli. Il primo articolo di Montanelli sul Corriere fu pubblicato il 9 settembre 1938 (Fattoria canadese. Avventura nella prateria, che apparve in terza pagina). Borelli gli spiegò che non poteva assumerlo poiché non aveva la tessera del partito. Lo nominò «redattore viaggiante» (il moderno inviato) senza contratto. Montanelli prese una stanza nell'appartamento dove alloggiavano Dino Buzzati e Guido Piovene. In breve tempo i tre divennero amici.
Nel settembre di quell'anno si tenne la Conferenza di Monaco. Dopo le assise fu chiaro che Hitler non avrebbe rinunciato alle sue mire espansioniste. Da qui la decisione del governo Mussolini di invadere l'Albania per contenere l'avanzata del Reich. In novembre Aldo Borelli inviò Montanelli a Tirana. Le sue corrispondenze servivano a preparare l'opinione pubblica italiana all'annessione. Appena giunto, ricevette dall'ambasciatore Francesco Jacomoni l'incarico di scrivere un saggio sul Paese balcanico. I suoi servizi per il Corriere confluirono nel libro Albania una e mille (pubblicazione finanziata dal Minculpop). Montanelli lasciò il paese balcanico nel marzo 1939, prima dell'invasione italiana.

### Gli anni della seconda guerra mondiale
Nell'agosto 1939 il Corriere gli diede l'incarico di seguire un gruppo di 200 giovani fascisti che, simboleggiando l'Asse Italia-Germania, partirono da Venezia in bicicletta per raggiungere Berlino. Al passo del Brennero furono raggiunti da una colonna della gioventù hitleriana, che li accompagnò fino alla capitale tedesca. Fra le sue corrispondenze ve ne fu una in cui s'inventò che i ciclisti italiani si sarebbero fermati in Austria ad aiutare i coloni a mietere il grano. Tutti i giornali concorrenti rimproverarono i propri inviati per aver "bucato" la notizia.
Il 1º settembre 1939 – primo giorno dell'invasione tedesca della Polonia – egli si trovava nelle vicinanze di Danzica: qui incontrò Adolf Hitler, accompagnato dallo scultore Arno Breker e dall'architetto Albert Speer (che confermò nel 1979 la veridicità del fatto). Montanelli affermò inoltre di aver intervistato lo stesso Führer nell'occasione, ma che l'intervista non venne mai pubblicata per pressioni del governo tedesco sul Minculpop; alcuni giornalisti come Massimo Fini però hanno dubitato della veridicità dell'intervista.

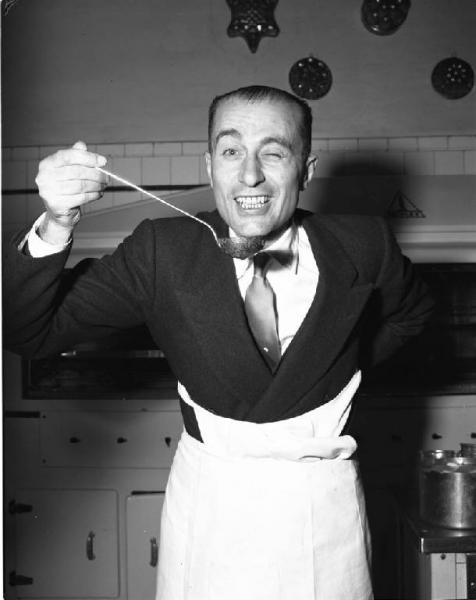
Montanelli in un'immagine scherzosa, fotografia di Federico Patellani, 1949

Allo scoppio della seconda guerra mondiale Montanelli si recò sui fronti di guerra europei: oltre all'invasione della Polonia, il giornalista assistette a quella dell'Estonia da parte dell'URSS di Stalin. Giunto in Finlandia nell'ottobre 1939, fu appassionato testimone della guerra russo-finlandese: nei suoi articoli per il Corriere della Sera traspare la forte adesione alla causa del paese sopraffatto dal gigante comunista. Quelle corrispondenze per il Corriere diedero fama a Montanelli presso i lettori italiani e furono poi raccolte nel volume I cento giorni della Finlandia. Fu l'unico giornalista occidentale, insieme con Martha Gellhorn, fotogiornalista USA, testimone dell'occupazione sovietica di Helsinki nel 1940. Dopo il trattato di pace di Mosca del 12 marzo 1940, si trasferì in Norvegia per seguire l'invasione del Paese da parte dei tedeschi, assistendo al disastroso sbarco inglese di Namsos. I reportage dal fronte valsero a Montanelli l'assunzione al Corriere come inviato di guerra il 29 gennaio 1940: a maggio rientrò in Italia.
Il 10 giugno 1940 si trovava a Roma, dove ascoltò la dichiarazione di guerra di Mussolini all'Inghilterra e alla Francia. Montanelli fu inviato in Francia, ma pochi giorni dopo andò nei Balcani, soprattutto in Romania. Alla fine di ottobre era in Albania, da dove, come corrispondente, seguì la disastrosa campagna militare italiana contro la Grecia. Raccontò di aver scritto poco, per malattia ma soprattutto per onestà intellettuale: il regime gli imponeva l'obbligo di propaganda, ma sotto i suoi occhi l'esercito italiano subiva batoste dai greci. A metà aprile 1941 rientrò in Italia per alcuni mesi, poi seguì la seconda guerra russo-finlandese. In Albania tornò nel maggio 1942 e due mesi dopo si recò nella Croazia di Ante Pavelić, dove ebbe modo di vedere il campo di concentramento di Jasenovac. Dal settembre 1942 al luglio 1943 collaborò al settimanale Tempo di Alberto Mondadori con lo pseudonimo di «Calandrino».
Il 24 novembre 1942 sposò Margarethe, con cui era fidanzato da quattro anni. Fu il cardinale di Milano Ildefonso Schuster – lo stesso che, con il suo intervento, avrebbe salvato poi Indro dalla fucilazione nel 1944 – a sposarli nella chiesa di San Gottardo in Corte. Per ottenere i documenti necessari – causa di complicazioni, visto che l'Austria nel 1938 era stata annessa alla Germania – il Ministro degli Esteri Galeazzo Ciano mandò una persona a Berlino per ottenere il permesso di matrimonio. I due vissero un'unione contrastata, che si concluse con la separazione nel 1951.
Con la principessa Maria Josè di Savoia, sua amica, Montanelli intrattenne a Milano e Roma colloqui privati di tono antifascista; dopo la guerra scoprì che le conversazioni, spiate e trascritte, furono la causa del suo arresto. Bastò solo affermare: «Altezza, è ora che Casa Savoia si districhi da questa responsabilità, è ora che faccia qualcosa» per inserire Montanelli nella lista dei traditori del regime. 
Il 26 luglio 1943 Montanelli si trovava a Portofino quando apprese la notizia dell'arresto di Mussolini: scrisse vari articoli antifascisti, sul Corriere della Sera e su Tempo.

### La prigionia (febbraio-luglio 1944)
Quando l'Italia, dopo l'8 settembre 1943, cadde sotto l'occupazione tedesca, decise di aderire al gruppo clandestino di Giustizia e Libertà. Ma prima che riuscisse ad unirsi alle formazioni combattenti fu scoperto dai nazi-fascisti.
Il 5 febbraio 1944 Indro Montanelli e la moglie Margarethe furono arrestati dietro una soffiata della portinaia dello stabile in cui viveva la moglie del giornalista. Un paio di giorni dopo i due coniugi si ritrovarono in una cella in una prigione tedesca di Gallarate. L'accusa per il giornalista fu di aver pubblicato su Tempo degli articoli considerati diffamatori del regime nell'ottobre 1943.

Margarethe de Colins de Tarsienne e Indro Montanelli.

Arrestata nel 1944, Margarethe fu deportata poi in un lager nazista vicino a Bolzano.
Ecco la deposizione resa da Montanelli nel primo interrogatorio nella prigione tedesca: 
La moglie fu tenuta in carcere sotto la seguente accusa: «Essendo al corrente delle opinioni e dell'attività del marito, non lo denunziava». A Montanelli fu comunicato: «La sua fucilazione è inevitabile» e fu consegnato al reparto dei condannati a morte. La sua condanna a morte, secondo gran parte delle fonti, venne portata alla firma il 15 febbraio, per poi essere revocata per una prosecuzione d'inchiesta, secondo la critica dello storico Luigi Borgomaneri, tuttavia, "sulla base almeno della documentazione attualmente conosciuta, non risulta alcuna condanna a morte specificamente emessa a suo carico da comandi nazisti o da tribunali fascisti".
Nei tre mesi successivi Montanelli spedì dal carcere diverse lettere e biglietti, sia ad amici e parenti sia a persone altolocate (tra cui anche l'arcivescovo di Milano, il cardinale Schuster), costruendo così una fitta rete di sostegno. Nello stesso periodo, tutti i suoi vicini di cella (26 persone) vennero portati al muro e fucilati, tranne lui. Il 6 maggio Montanelli e la moglie vennero prelevati dal carcere tedesco e trasferiti nel carcere di San Vittore. Il giornalista ebbe l'occasione di conoscere il giovanissimo Mike Bongiorno (sorpreso a fare la staffetta per i partigiani) e il generale Della Rovere, in realtà una spia infiltrata dai tedeschi, Giovanni Bertone (che si rifiutò di fare la spia e venne fucilato dai tedeschi). Le condizioni di vita migliorarono notevolmente: le guardie erano italiane e il CLN aveva in carcere i suoi delegati.
Ma in luglio cominciarono le fucilazioni anche a San Vittore. Di nuovo, uno dopo l'altro i suoi compagni di prigionia furono messi al muro. Con l'aiuto di più persone, tra le quali Theodor Saevecke e anche Luca Ostèria, funzionario dell'OVRA (che fabbricò un falso ordine di trasferimento), un giorno prima della data asseritamente prevista per l'esecuzione, Montanelli e un altro prigioniero vennero prelevati dal carcere e portati in un nascondiglio. Passati dieci giorni, i fuggitivi, con l'appoggio del CLN, furono condotti fino a Luino, al confine con la Svizzera. Da documenti però, nel gruppo era insieme a Dorothy Gibson (parente di Franklin Delano Roosevelt) e il generale Bartolo Zambon (escluso solo Giuseppe Robolotti), come contropartita dello stesso Luca Osteria con il CLN e nel dopoguerra con gli angloamericani, dopo aver convinto il comando tedesco che avrebbero collaborato col Sipo-SD. A piedi Montanelli raggiunse la città di Lugano. Dall'esperienza trascorsa nella prigione di Gallarate e poi in quella di San Vittore trasse ispirazione per il romanzo Il generale Della Rovere.
Accolto con freddezza, sospetto e ostilità dai fuorusciti italiani antifascisti (cosa che non dimenticherà mai di ricordare), rimase in Svizzera, collaborando a diversi giornali, sino alla fine della guerra: Lugano (agosto-ottobre 1944); Davos (ottobre 1944-febbraio 1945); Berna (marzo-maggio 1945). Qui Montanelli pubblicò nel 1945 su L'Illustrazione Ticinese il romanzo Drei Kreuze (Tre croci), ispirato al romanzo di Thornton Wilder Il ponte di San Luis Rey.

### Dal dopoguerra agli anni sessanta

Montanelli nei primi anni cinquanta.

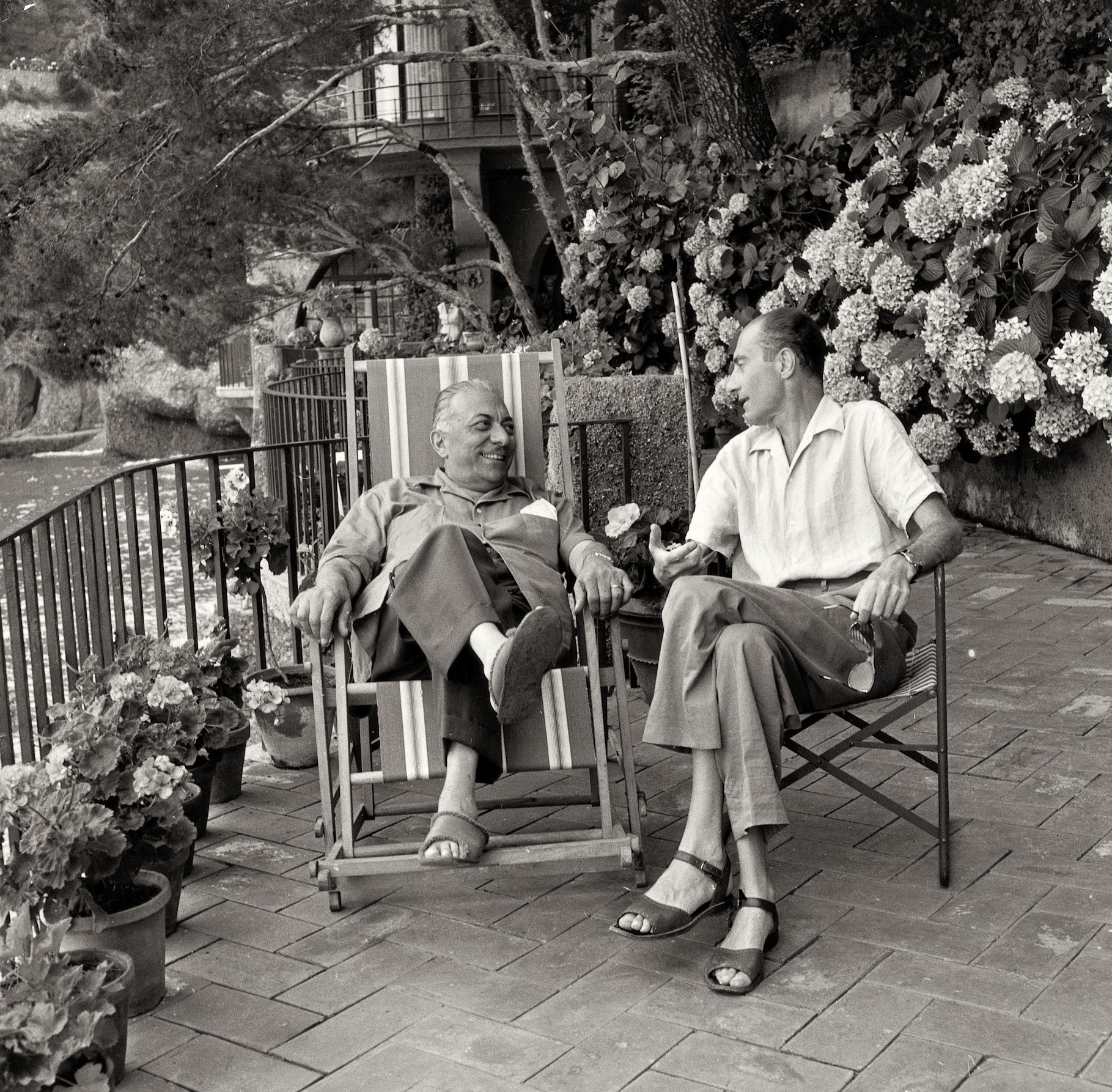
Montanelli (a destra) in un momento di relax con l'editore Arnoldo Mondadori

Montanelli fece ritorno in Italia il 29 aprile 1945: 
Trovò al Corriere della Sera una situazione molto diversa rispetto a quando l'aveva lasciato. Il Corriere era stato commissariato per decreto del Comitato di Liberazione Nazionale. Il nuovo direttore, Mario Borsa, aveva organizzato l'epurazione di vari giornalisti ritenuti colpevoli di connivenza con il regime di Salò. A indicare i nomi degli epurati fu designato Mario Melloni, il futuro «Fortebraccio», che «siccome era un galantuomo, alla fine non epurò nessuno, o quasi. Io [Montanelli] fui uno dei pochi».
Montanelli dovette ricominciare dal «settimanale popolare» del Corriere, La Domenica del Corriere (all'epoca intitolata Domenica degli Italiani), di cui assunse la direzione nello stesso anno. Solo alla fine del 1946 poté tornare in via Solferino. Nel corso dell'anno lui e Leo Longanesi si occuparono, curarono e adattarono le memorie di Quinto Navarra, pubblicate nel libro Memorie del cameriere di Mussolini, edito dalla Longanesi. Nel frattempo, Montanelli era stato reintegrato nell'Albo dei giornalisti. Il 2 giugno 1946 al referendum istituzionale votò per la Monarchia.
Nel settembre 1945 uscì in Italia Qui non riposano, versione italiana di Drei Kreuze (Tre croci). La storia del libro inizia il 17 settembre 1944, quando in Val d'Ossola un prete seppellisce tre sconosciuti commemorandoli con tre croci. Nel libro Montanelli ripercorse la propria biografia politica, dall'adesione giovanile al fascismo alla critica, fino all'antifascismo conservatore cui approdò alla fine della guerra. Fin dalla sua prima uscita nell'inverno 1944-1945 in Svizzera, suscitò polemiche per il ritratto impietoso dell'Italia, sia di quella sotto il fascismo sia di quella occupata dai nazisti, assai diversa dalla pubblicistica antifascista dell'epoca già grondante di retorica. Montanelli faticò non poco a trovare un editore: dopo vari rifiuti, fu il libraio Antonio Tarantola a stamparlo a Milano. Il successo fu immediato: l'opera ebbe dodici ristampe in due mesi e fu ristampata da Mondadori tre anni dopo.
Identica difficoltà nel trovare un editore ebbe con il pamphlet Il buonuomo Mussolini, pubblicato nel 1947 da un semiclandestino stampatore milanese. Il libro riscosse subito un grande successo di vendite, ma sollevò anche fortissime polemiche, nel clima di «ribollenti passioni partigiane» che animava il capoluogo lombardo nel primo dopoguerra. In seguito a tali polemiche, Montanelli fu costretto ad abbandonare Milano per diversi mesi, per sottrarsi a prevedibili rappresaglie.
Per l'amico Leo Longanesi – segnalato all'industriale Giovanni Monti da Montanelli per la creazione di una nuova casa editrice, la Longanesi & C. – pubblicò alcune opere, come il reportage sulla Resistenza tedesca al nazismo Morire in piedi, nel 1949. Nel 1950 fu tra i fondatori – insieme a Giovanni Ansaldo, Henry Furst – del settimanale Il Borghese, diretto da Longanesi. Scrisse fin dal primo numero, del 15 marzo 1950. La collaborazione con il periodico proseguì fino al 1956. In quell'anno s'interruppe l'amicizia tra i due: i rapporti si incrinarono a causa delle corrispondenze di Montanelli sulla rivolta antisovietica d'Ungheria dell'autunno 1956, non gradite a Longanesi. Solo pochi giorni prima della morte, dopo una lettera riconciliatoria di Montanelli a Longanesi, si riappacificarono.
Montanelli, oltre che con Longanesi, strinse un'amicizia profonda con un altro personaggio importante nella cultura italiana dell'epoca, Dino Buzzati. Il terzo intellettuale con cui Montanelli strinse una forte e duratura amicizia fu Giuseppe Prezzolini, che stimava per l'indipendenza di pensiero; egli conosceva bene la rivista che Prezzolini aveva fondato nel 1909, La Voce, che considerava uno dei migliori prodotti del giornalismo culturale italiano. Montanelli fu amico personale dell'ambasciatrice americana, la signora Clare Boothe Luce, di cui tra l'altro apprezzava il deciso anticomunismo, tanto che nel 1954, in una lettera personale, si rivolse a lei in questi termini:
Nel 1998 Montanelli sostenne, a proposito del rapporto con la Luce:
Oltre a Montanelli erano coinvolti vari industriali italiani – tra cui Furio Cicogna – e figure come Dino Grandi e Vittorio Cini. Il progetto fallì a causa dell'impossibilità di trovare un accordo tra Montanelli, Grandi, Cini e Clare Luce. Montanelli confidava in Clare Boothe Luce, che però disse di avere le mani legate (stando ai diari di Indro). Grandi temeva che iniziative più aggressive venissero associate a un «rigurgito fascista». Cini premeva per una campagna anticomunista da svolgere tramite la stampa. La stessa ambasciatrice non mostrò però alcuna apertura verso l'istituzione della vagheggiata «guardia civile» o verso richieste di intervento giunte per esempio da Franco Marinotti, sempre nel 1954.
Sino alla fine del 1953 Montanelli fu impegnato come inviato speciale del Corriere, spesso all'estero. Dal 1954 incominciò la sua collaborazione stabile con Il Borghese, in cui firmò gli articoli sotto gli pseudonimi di Adolfo Coltano (con riferimento al campo di prigionia in cui, nei mesi successivi alla Liberazione, erano stati rinchiusi numerosi appartenenti alla Repubblica Sociale Italiana) e Antonio Siberia e di cui fu una delle tre colonne portanti, assieme a Longanesi e Giovanni Ansaldo. Nel 1956 Longanesi e Montanelli diedero una descrizione opposta della rivolta d'Ungheria: i rapporti tra i due si raffreddarono. Montanelli interruppe la collaborazione al Borghese.
Nello stesso periodo accettò la richiesta di Dino Buzzati di tornare a collaborare con La Domenica del Corriere. Buzzati gli diede una pagina intera; nacque la rubrica Montanelli pensa così, che divenne poi La Stanza di Montanelli, uno spazio in cui il giornalista rispondeva ai lettori sui temi più caldi dell'attualità. In breve tempo diventò una delle rubriche più lette d'Italia. Grazie al successo della rubrica, Montanelli accettò di scrivere a puntate la storia dei Romani e poi quella dei Greci. Cominciò così la carriera di divulgatore storico, che fece di Montanelli il più venduto scrittore di storia italiano. La sua collana, Storia d'Italia, risultava, al 2004, il saggio storico di maggior successo in Italia, con oltre un milione di copie vendute.
Il primo libro venne intitolato Storia di Roma e fu pubblicato a puntate sulla Domenica del Corriere e poi, nel 1957, raccolto in volume per la Longanesi. Nel 1959 Montanelli passò dalla Longanesi alla Rizzoli Editore. Da quell'anno in poi la Rizzoli pubblicò tutti gli altri volumi. La serie continuò con la Storia dei Greci, per poi riprendere con la Storia d'Italia dal Medioevo ad oggi.
Quando la parlamentare socialista Lina Merlin nel 1956 propose un disegno di legge che prevedeva l'abolizione della regolamentazione della prostituzione in Italia e la lotta contro lo sfruttamento della prostituzione altrui, in particolare attraverso l'abolizione delle case di tolleranza, Montanelli si batté pervicacemente contro quella che passò alla storia come legge Merlin. Diede alle stampe un pamphlet intitolato Addio, Wanda! Rapporto Kinsey sulla situazione italiana, un libello satirico nel quale scriveva tra l'altro:
Nello stesso 1956 la sua attività d'inviato aveva portato Montanelli a Budapest, dove fu testimone della rivoluzione ungherese. La repressione sovietica gli ispirò la trama di un'opera teatrale, I sogni muoiono all'alba (1960), da lui portata anche al cinema l'anno successivo insieme a Mario Craveri ed Enrico Gras, con Lea Massari e Renzo Montagnani nel ruolo dei giovani protagonisti.
Nel 1959 Montanelli fu protagonista della prima intervista rilasciata da un Papa a un quotidiano laico, pubblicando il resoconto di un suo incontro con Papa Giovanni XXIII. Il pontefice, tramite il suo segretario Loris Capovilla, aveva informato il direttore del Corriere, Mario Missiroli, di voler concedere un'intervista a un giornalista esterno al mondo cattolico. Missiroli designò perciò Montanelli al posto del vaticanista del Corriere, Silvio Negro. Superato l'iniziale imbarazzo nel trovarsi di fronte a un mondo a lui non familiare, il giornalista intrattenne una lunga conversazione con il Papa, il quale gli confidò anche alcune sue opinioni private, come la sua scarsa stima per il suo predecessore Pio X, canonizzato alcuni anni prima. L'incontro con Giovanni XXIII fu pubblicato sulla terza pagina del Corriere, cosa che Montanelli considerò una posizione inadatta per lo storico evento (il giornalista attribuì questa scelta di Missiroli alla sua preoccupazione di non offendere Negro per l'esclusione). D'altra parte, il direttore rimproverò a Montanelli di avere relegato a un accenno la storica decisione dell'indizione del Concilio Vaticano II, una notizia che Giovanni XXIII aveva ufficializzato proprio durante l'incontro: Montanelli, inesperto del linguaggio ecclesiastico, non aveva colto l'importanza dell'annuncio.
Nel 1962 pubblicò un'inchiesta sull'Eni e il suo presidente, Enrico Mattei, uscita a puntate dal 13 al 17 luglio. Pur ammirandolo come imprenditore, Montanelli contestò il fatto che avesse escluso i privati dalla ricerca di un ipotetico petrolio italiano, oltre a speculare sulla «rendita petrolifera», realizzando profitti immensi e incontrollati, che gli hanno consentito di espandersi in settori non collegati all'attività dell'Eni. Un altro motivo di contestazione fu l'aver firmato contratti petroliferi all'estero (ad esempio in Egitto e in Iran) senza nessuna convenienza economica per l'Eni, solo per dare fastidio alle Sette sorelle. Montanelli scrisse inoltre che Mattei, per la stessa ragione, decise di costruire un grande oleodotto europeo (quando le compagnie concorrenti ne avevano già progettato uno analogo), si mise in affari con l'URSS (scavalcando lo Stato nelle decisioni di politica estera) e si servì delle larghe disponibilità occulte dell'azienda per offrire «sussidi» a vari partiti e organi di stampa. Il presidente dell'Eni scrisse una lettera risentita e cavillosa e Montanelli controreplicò ribadendo punto per punto le proprie affermazioni: gli rimproverò di non aver risposto a nessuna delle sue domande, «attaccandosi ai particolari tecnici», e che nulla si era saputo a proposito della «rendita metanifera», dei profitti occultati e adoperati per finanziare i partiti (in particolare la DC) e sui contratti pubblicitari con cui l'Eni condizionava la stampa.
Montanelli aggiunse che Mattei continuava a violare le leggi, trattava «spregiativamente di "Catone" il giornalista che, non senza il condimento di molte lodi e il riconoscimento delle sue grandi qualità, ha osato criticarlo» e concluse che il presidente Eni cercò di individuare chi c'era dietro l'inchiesta del Corriere della Sera. In merito a questi timori scrisse che dietro quell'inchiesta non c'erano né ministri né monopoli privati, ma soltanto «il disagio di una opinione pubblica che, avvertendo in aria qualcosa che non va, vuol sapere cos'è e di dove viene».
Nel 1963, dopo il disastro del Vajont, Montanelli assunse una posizione controversa in merito alle reali cause della tragedia affermando il carattere di catastrofe naturale della stessa e tacciando di «sciacallaggio» l'attività di alcuni giornalisti italiani, tra i quali Tina Merlin de l'Unità, che avevano denunciato i rischi derivanti dalla costruzione della diga per l'incolumità della popolazione: nel 1998, rispondendo a un lettore, raccontò che quella presa di posizione fu dovuta al comportamento di una certa stampa che, senza avere prove in quel momento, cercava di addossare tutte le responsabilità all'industria privata per accontentare quella parte politica che reclamava la nazionalizzazione dell'industria elettrica, riconoscendo l'errore ma affermando che forse, in circostanze analoghe, l'avrebbe ricommesso.
A partire dal 1965 partecipò attivamente al dibattito sul colonialismo italiano. In accesa polemica con lo storico Angelo Del Boca, Montanelli sostenne ostinatamente l'opinione secondo cui quello italiano fu un colonialismo mite e bonario, portato avanti grazie all'azione di un esercito cavalleresco, incapace di compiere brutalità, rispettoso del nemico e delle popolazioni indigene. Nei suoi numerosi interventi pubblici negò ripetutamente l'impiego sistematico di armi chimiche come iprite, fosgene e arsine da parte dell'aviazione militare italiana in Etiopia, salvo poi scusarsi nel 1996 quando il suo oppositore dimostrò, documenti alla mano, l'impiego di tali mezzi di distruzione.
Dichiaratamente anticomunista, anarco-conservatore (come amava definirsi su suggestione del grande amico Prezzolini), liberale e controcorrente, vedeva nelle sinistre un pericolo incombente, in quanto finanziate dall'allora superpotenza sovietica.
Nel 1968 Montanelli pubblicò sul Corriere una serie di inchieste sulle città verso le quali nutriva maggiore interesse. I servizi riguardarono, tra le altre, Firenze e Venezia. Il giornalista dedicò ampio spazio alla Serenissima, lanciando l'allarme per la salvaguardia della città. Montanelli rilevò i pericoli che la crescente industrializzazione stava arrecando al delicato ecosistema lagunare. Stabilì un rapporto causa-effetto tra la forte industrializzazione della zona attorno a Porto Marghera e l'inquinamento a Venezia, la città e i suoi monumenti. Infine denunciò il silenzio delle pubbliche autorità, che continuavano a ignorare i sintomi del degrado della laguna (su tutti l'acqua alta, che proprio in quegli anni incominciava a essere molto frequente). Impiegò, in quest'opera di impegno civile svincolata da tematiche o colorazioni partitiche, tutta la sua autorevolezza personale. L'anno seguente, nel 1969, Montanelli registrò tre reportage televisivi per la Rai, dedicati rispettivamente a Portofino, Firenze e Venezia.

### L'abbandono delCorriere

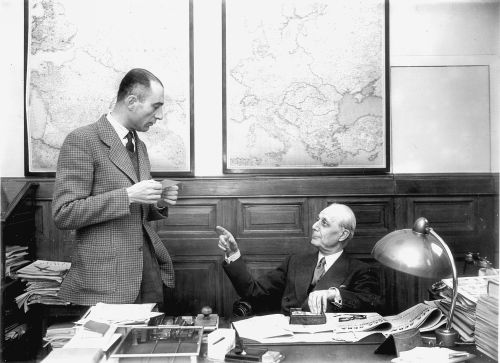
Indro Montanelli (in piedi) con Guglielmo Emanuel, direttore del Corriere della Sera dal 1946 al 1952.

A partire dalla metà degli anni sessanta, dopo la morte di Mario e Vittorio Crespi e la grave malattia del terzo fratello Aldo, la proprietà del Corriere della Sera fu gestita dalla figlia di quest'ultimo Giulia Maria, e durante la sua gestione il quotidiano operò una netta virata a sinistra. La nuova linea venne varata nel 1972, con il licenziamento in tronco del direttore Giovanni Spadolini e la sua sostituzione con Piero Ottone.
Montanelli diede un giudizio tagliente sull'operazione. In un'intervista a L'Espresso dichiarò che «un direttore non lo si caccia via come un domestico ladro» e, rivolgendosi ai Crespi, stigmatizzò il «modo autoritario, prepotente e guatemalteco che hanno scelto per imporre la loro decisione». L'articolo fece sensazione. Montanelli ricevette addirittura una proposta di candidatura alle imminenti elezioni politiche da Ugo La Malfa, segretario del Partito Repubblicano Italiano e suo amico personale (era stato lui a introdurre il giornalista, nel 1935, nel gruppo di antifascisti che in seguito avrebbero fondato il Partito d'Azione). Montanelli declinò la proposta, girandola signorilmente a Spadolini. Un altro terreno di scontro con la proprietà del Corriere della Sera fu la sostituzione del capo della redazione romana, Ugo Indrio. Dopo il cambio di direttore, Indrio fu costretto a dimettersi: Montanelli lo difese, ma non riuscì ad evitare il suo allontanamento.
Nello stesso anno fu uno dei pochissimi giornalisti a scrivere che l'uccisione del commissario Luigi Calabresi era la conseguenza di una campagna diffamatoria senza precedenti, scatenata dall'estrema sinistra e sostenuta da molti intellettuali.
Rispondendo a un lettore, pochi giorni dopo il massacro di Monaco di Baviera, prese anche posizione a favore dello Stato d'Israele nelle guerre arabo-israeliane, scrivendo:
A partire dal 1973 Montanelli cominciò a esprimere il proprio malumore sulla conduzione del giornale. Piero Ottone replicò con un articolo di fondo nel quale ribadiva la giustezza della propria posizione. Per evitare quella che considerava l'«autocensura rossa» attuata da molti colleghi, Montanelli scelse di limitarsi a curare una rubrica settimanale, Montanelli risponde. Il giornalista entrò definitivamente in rotta di collisione con la proprietà in seguito a due interviste rilasciate nell'ottobre 1973 e a un articolo molto polemico nei confronti di Camilla Cederna (definita radical chic), grande amica di Giulia Maria Crespi. La prima intervista fu pubblicata il 10 ottobre sul settimanale politico-culturale Il Mondo. Montanelli dichiarava a Cesare Lanza:
(Giampaolo Pansa, Comprati e venduti, Milano, Bompiani, 1977, p. 143.)
E concludeva lanciando un appello:
(Giampaolo Pansa, op. cit., p. 143.)
La seconda uscì il 18 ottobre su Panorama. L'intervista, raccolta da Lamberto Sechi, venne pubblicata con il titolo Montanelli se ne va. E nel lungo sommario: «"A novembre mi metto in pensione", annuncia il più famoso giornalista italiano. I motivi: dissensi sulla nuova linea del Corriere, vecchia ruggine con uno dei proprietari, Giulia Maria Crespi. Per adesso pensa a portare a termine gli ultimi volumi della sua Storia d'Italia. Ma non gli dispiacerebbe, dice, fondare un nuovo giornale». L'editorialista spiegava:
(Franco Di Bella, Corriere segreto, Milano, Rizzoli, 1982, p. 402 (Appendice).)
Nel seguito dell'articolo, Panorama scriveva che Montanelli stava già pensando di realizzare un nuovo giornale con alcuni suoi fedelissimi, molti dei quali lavoravano con lui al Corriere. Avuta l'anticipazione del testo, il 17 ottobre, Giulia Maria Crespi e Piero Ottone non apprezzarono affatto l'intervista. Quello stesso giorno, in serata, Ottone si recò al domicilio milanese di Montanelli per comunicargli la decisione del suo licenziamento. Montanelli, però, se ne andò volontariamente, presentando le dimissioni e accompagnandole da un polemico articolo di commiato. L'articolo non fu pubblicato: il Corriere diede la notizia con un comunicato, su una colonna, il 19 ottobre (in un'intervista concessa a Franco Di Bella, Montanelli smentì di aver lasciato il giornale per incassare subito la liquidazione e rivelò che la cifra che ricevette fu di soli 75 milioni di lire, dopo 37 anni di carriera).
Il giorno stesso della sua uscita dal Corriere, Montanelli ricevette un'offerta da Gianni Agnelli, che gli propose di scrivere su La Stampa. L'offerta fu accettata ed Indro pubblicò il suo primo pezzo sul quotidiano torinese il 28 ottobre. Montanelli lasciò anche la sua storica rubrica sul settimanale La Domenica del Corriere per traslocare sul concorrente Oggi. Il vero obiettivo di Montanelli rimaneva comunque la fondazione di un quotidiano indipendente. Chiamò la nuova creatura il Giornale nuovo.
Nella sua «traversata nel deserto» dal Corriere della Sera al Giornale nuovo lo seguirono molti validi colleghi che, come lui, non condividevano il nuovo clima interno al Corriere, tra i quali Enzo Bettiza, Egisto Corradi, Guido Piovene, Cesare Zappulli, e intellettuali europei come Raymond Aron, Eugène Ionesco, Jean-François Revel e François Fejtő. All'inizio del 1974, quando il progetto di fondazione del nuovo quotidiano era ormai definitivo, giunse (grazie anche all'interessamento di Amintore Fanfani) un insperato sostegno finanziario da parte di Eugenio Cefis. Il presidente della Montedison gli fornì 12 miliardi di lire per tre anni.
Con quel finanziamento Montanelli tentò di avere dalla sua il nome di un importante editore. Tentò prima con Andrea Rizzoli (gli offrì il giornale gratis, ma Rizzoli rispose di no perché era già in trattative per l'acquisto del Corriere della Sera) e poi con Mario Formenton, genero di Arnoldo Mondadori e amministratore delegato della casa editrice (anche lui disse di no, anche per il parere negativo di Giovanni Spadolini, cosa che fece arrabbiare molto Indro). In precedenza Montanelli aveva rifiutato di dirigere il giornale avendo come condirettore Eugenio Scalfari, considerando la proposta di Scalfari un tantino azzardata. A quel punto Cefis affiancò a Indro due manager di provata esperienza: Angelo Morandi, per lungo tempo direttore amministrativo al quotidiano milanese Il Giorno e Antonio Tiberi, presidente di una società del gruppo Montedison, Industria, attiva nel settore editoriale: Montanelli rimase comunque il proprietario della testata con i giornalisti cofondatori.
Nel marzo 1974 Montanelli annunciò pubblicamente dalle colonne della Stampa il suo progetto di fondare un nuovo giornale: il suo ultimo articolo sul quotidiano torinese comparve il 21 aprile. Nello stesso anno si sposò in terze nozze con la collega Colette Rosselli (1911-1996), corsivista del settimanale Gente, più nota con lo pseudonimo di «Donna Letizia». La relazione tra Montanelli e la Rosselli era già incominciata intorno al 1950 (nonostante vivessero sempre in case separate, lui a Milano e lei a Roma), ma il giornalista ottenne il divorzio da Margarethe Colins de Tarsienne solo nel 1972, a causa della legge italiana che non lo ammetteva fino al 1970.

### Direttore delGiornale
Con il Giornale nuovo, che diventerà poi il Giornale – il primo numero uscì martedì 25 giugno 1974 – Montanelli intese creare una testata che esprimesse le istanze delle forze produttive della società, in particolare della piccola e media borghesia lombarda, inserendosi nel dibattito politico in guisa di interlocutore esterno alla politica, non schierato se non su orientamenti di massima e fautore di una destra ideale. Il Giornale nuovo si avvalse della collaborazione di diverse grandi figure del giornalismo italiano: Enzo Bettiza nel ruolo di condirettore, Mario Cervi, Cesare Zappulli, Guido Piovene, come presidente della società dei redattori; vi scrissero grandi intellettuali liberali come Rosario Romeo, Renzo De Felice, Sergio Ricossa, Vittorio Mathieu, Nicola Matteucci, Raymond Aron e François Fejtő; alla critica letteraria Geno Pampaloni; per la filosofia Nicola Abbagnano; e ancora, Renato Mieli, Frane Barbieri, Giovanni Arpino e, più tardi, Gianni Brera.
La prassi giornalistica di Montanelli fu influenzata dal praticantato fatto negli Stati Uniti (1934-35), tenendo presente la massima imparata alla United Press, vale a dire che ogni articolo deve poter essere letto e capito da chiunque, anche da un «lattaio dell'Ohio». Divenne membro onorario dell'Accademia della Crusca, per la quale si batté, sulle pagine del Giornale, cercando di coinvolgere direttamente i suoi lettori, così che uno dei più antichi e importanti centri di studio sulla lingua italiana non scomparisse.
Nel 1975 Montanelli troncò la quarantennale amicizia con Ugo La Malfa. Il motivo della rottura, avvenuta in seguito ad una violenta lite, fu la decisione, da parte del presidente del PRI, di sostenere il compromesso storico, ovvero il riavvicinamento fra DC e PCI. I rapporti tra i due sarebbero stati ricomposti nel 1979, pochi giorni prima della scomparsa di La Malfa.
Fra gli episodi che Montanelli ritenne a posteriori più importanti nella storia della sua conduzione del Giornale, vi furono due campagne, entrambe lanciate nel 1976. La prima fu la raccolta fondi lanciata a favore delle vittime del terremoto del Friuli, che in poche settimane raccolse tre miliardi di lire. I proventi, affidati al cronista Egisto Corradi, vennero usati per la ricostruzione dei comuni di Vito d'Asio e Montenars e della frazione di Sedilis, nel comune di Tarcento.
L'altra campagna fu l'invito a votare per la Democrazia Cristiana, lanciato alla vigilia delle elezioni politiche del 1976. Dinanzi alla crescita del Partito Comunista Italiano, Montanelli sollecitò gli elettori progressisti e moderati a impedire la salita al potere del partito di Berlinguer esprimendo, anche se controvoglia, un consenso per quello di Zaccagnini, con uno slogan poi divenuto celebre:
(Frase originalmente detta da Gaetano Salvemini alla vigilia delle elezioni politiche del 1948, come affermato dallo stesso Montanelli.)

Indro Montanelli alla conduzione del programma "Il Giornale nuovo" su Telemontecarlo nel gennaio del 1976. Fotografia di Carla Cerati

Sempre nel 1976, Montanelli fu contattato da Mike Bongiorno, che gli propose di condurre, sulla nascente rete televisiva Telemontecarlo, un notiziario curato dalla redazione del Giornale. La trasmissione, anch'essa intitolata Il Giornale nuovo, ebbe un notevole successo nonostante gli scarsi mezzi tecnici a disposizione. Costato solamente cento milioni di lire, il telegiornale, registrato in uno scantinato a Milano, fece registrare un'audience di alcuni milioni di telespettatori. La popolarità della trasmissione fu accolta con ostilità dagli ambienti di sinistra: in particolare Eugenio Scalfari, direttore de la Repubblica, accusò TMC di essere una rete illegale e alcuni pretori ne bloccarono le frequenze.
Per tutto il periodo della sua conduzione, Montanelli curò sul Giornale una rubrica quotidiana, intitolata Controcorrente, in cui commentava in modo sarcastico fatti e personaggi d'attualità. Su questa rubrica, fra l'altro, proseguì il duello a distanza, già cominciato sulle colonne del Corriere della Sera, con «Fortebraccio», divenuto corsivista per l'Unità. I due giornalisti, di opposte ideologie («Fortebraccio» era decisamente schierato a sinistra) ma identica vis polemica, mascherarono in realtà sotto i reciproci attacchi una relazione personale di amicizia e stima, come testimoniato dall'ironico epitaffio che Mario Melloni dichiarò sull'Unità di volere per se stesso: «Qui giace Fortebraccio / che segretamente / amò Indro Montanelli. / Passante, perdonalo / perché non ha mai cessato / di vergognarsene». Montanelli, sul Giornale, replicò che avrebbe voluto essere seppellito a fianco del collega, sotto l'epitaffio: «Vedi / lapide / accanto». Durante i primi anni fu curata anche un'altra rubrica, Dicono di noi, che riportava articoli di altri quotidiani in cui si attribuivano al Giornale nuovo i più fantasiosi padroni e finanziatori occulti. Montanelli ricordò: «La stampa nazionale o ci ignorava o ci attaccava. Decisi quasi subito di varare la rubrica "Dicono di noi", una galleria delle calunnie sul "Giornale" pubblicate quasi quotidianamente. Erano invenzioni talmente strampalate che, lette tutte insieme a distanza di tempo, risultano comiche. Basti dire che Fortebraccio arrivò a scrivere sull'Unità che io guadagnavo un milione al minuto. Invece non c'era una lira».
Nel 1978, in seguito al sequestro di Aldo Moro e all'uccisione della scorta da parte delle Brigate Rosse, il Giornale nuovo si schierò fin dal primo giorno per la linea della fermezza, scrivendo:
Durante i due mesi di sequestro Moro non fu mai torturato o minacciato dalle BR, e a tal proposito Montanelli criticò severamente le lettere scritte dal presidente democristiano durante la prigionia, affermando che «tutti a questo mondo hanno diritto alla paura. Ma un uomo di Stato (e lo Stato italiano era Moro) non può cercare d'indurre lo Stato ad una trattativa con dei terroristi che oltre tutto, nel colpo di via Fani, avevano lasciato sul selciato cinque cadaveri fra carabinieri e poliziotti».
Altre critiche furono rivolte a Eleonora Chiavarelli, vedova di Aldo Moro diventata accusatrice della DC e della classe politica italiana pochi anni dopo l'omicidio del marito:

### I primi tre anni (1974-77)
Nei primi tre anni il Giornale nuovo ottenne il finanziamento della Montedison, azienda con partecipazione statale guidata all'epoca da Eugenio Cefis. Il finanziamento fu ottenuto attraverso la «Società di Pubblicità Italiana» (SPI), di cui la Montedison era la maggiore azionista. Nel corso della campagna elettorale del 1976 Montanelli consigliò ai propri lettori una rosa di candidati DC «non compromessi col malaffare», che gli elettori potevano indicare nello spazio riservato alle preferenze. Dei quaranta candidati consigliati dal quotidiano ai lettori, 33 furono eletti in Parlamento, tra cui il capolista Massimo De Carolis. Il rapporto tra i due si ruppe pochi anni dopo, tanto che in occasione delle elezioni anticipate del 1979 Montanelli non lo sostenne più.
In quegli anni la loggia P2, al cui vertice vi erano Licio Gelli e Umberto Ortolani, mirava al controllo dei principali mezzi di comunicazione. Nel 1977 riuscì, attraverso illecite manovre finanziarie, ad arrivare al Corriere della Sera, allora diretto da Franco Di Bella. Nel suo Diario Montanelli riportò informazioni su questa vicenda che ricavò dalle sue conversazioni con Amintore Fanfani, Arnaldo Forlani, Giulio Andreotti, Silvio Berlusconi e con lo stesso Di Bella:
[...]
Roma, 3 ottobre 1977, mi telefona Di Bella. Mi dice che ha già ricevuto l'investitura da Zaccagnini, ma che vuole l'accordo con noi. Bernabei che smentisce in pieno Fanfani rivendicando la paternità dell'operazione «Corriere». Anche lui sostiene la necessità di un accordo fra i due giornali (al Corriere l'informazione, a noi l'opinione) nel quadro di una strategia editoriale di vasto raggio.
[...]
Roma, 4 ottobre. Secondo quanto mi era stato raccomandato, dovevo salire direttamente alla camera 219 dell'Excelsior. Ma alla camera 219 non c'era nessuno, e così dovetti chiedere al portiere del signor Gelli. Poi Gelli arrivò, mi condusse furtivamente nel suo appartamento e mi fece un lungo discorso pieno di allusioni, dal quale dovevo comprendere che lui è un pezzo grosso – forse il più grosso – della massoneria (Palazzo Giustiniani), che come tale era stato il vero padrino della operazione Rizzoli, e che in questa operazione potevamo rientrare anche noi. Mi ha detto che quattro ministri dell'attuale governo, otto sottosegretari e centoquaranta parlamentari dipendono da lui.
[...]
Milano, 16 ottobre. Da Berlusconi, a cena con Di Bella. Mi dice che la sua direzione è sicura.»
Gelli scrisse nel suo libro di avergli fatto avere un finanziamento di 300 milioni dal Banco Ambrosiano a titolo gratuito. Querelato da Montanelli, fu condannato per diffamazione dal Tribunale di Monza a pagare 2 milioni di multa, 30 di risarcimento danni e 15 di riparazione pecuniaria. Per i giudici Gelli aveva «offeso dolosamente nella dignità professionale e nella reputazione» il giornalista.
Montanelli affermò di aver ottenuto un prestito dal presidente del Banco Ambrosiano Roberto Calvi, iscritto alla P2, socio di Sindona e autore di furti ai danni delle banche e società dello Stato: «È vero che in seguito la società editrice ottenne un finanziamento dal Banco Ambrosiano, ma non mi occorrevano certo gli auspici di Gelli: io ero amico di Calvi, l'avevo conosciuto durante la guerra di Russia nel '42», aggiungendo che la banca aprì un fido, pretendendo però un interesse del 22% e per questo non ne usufrì quasi mai.
Con la scoperta e la pubblicazione dell'elenco degli iscritti alla loggia viene alla luce che alcuni di loro, oltre a Berlusconi, erano nel suo giornale – il redattore Claudio Lanti, il presidente del Tribunale di Forlì Antonio Buono (editorialista in tema di giustizia) – mentre altri, come Roberto Gervaso, sono a lui vicini. Montanelli mise in quarantena Lanti, interruppe la collaborazione con Buono e troncò i rapporti con Gervaso, mentre Berlusconi continuò ad essere azionista di maggioranza e poi, dal 1987, editore.
Pur criticando Licio Gelli, definendolo «avventuriero» e «millantatore», nonché «un emerito furfante» e un «magliaro», tese a escludere le ispirazioni golpiste della loggia, definendo il suo capo un «pataccaro», e la P2 una delle tante cricche italiane.
Altre critiche furono rivolte a coloro che decisero di aderire alla P2:
Gelli stesso approfittò di queste prese di posizione nel difendersi in una lettera a Tina Anselmi, presidente della Commissione P2: «A quali risultati ha portato il lavoro di ben tre anni di questa Commissione. Nessuna certezza, [...] un testo [...] che un giornalista illustre come Indro Montanelli, che con me non è mai stato tenero, ha definito "cicaleccio di portineria"», aggiungendo che «nulla si può escludere, nemmeno che Tina Anselmi sia una calunniatrice».
Montanelli ebbe contrasti con uomini politici a lui vicini come Ugo La Malfa e Giovanni Spadolini. Ruppe inoltre la lunga amicizia con uno dei colleghi che ammirava di più, Augusto Guerriero. Le cause del dissidio furono due: una era il compromesso storico, ovvero l'accordo fra DC e PCI. Con l'avvento di Enrico Berlinguer alla segreteria, il partito si era distaccato dall'URSS e aveva preso posizione contro il terrorismo e contro gli affari illeciti dei partiti. La Malfa e Spadolini erano per un avvicinamento al PCI, e Guerriero, benché fosse stato sempre anticomunista, riteneva che la collaborazione del nuovo PCI avrebbe aiutato l'Italia a uscire dalla crisi drammatica che stava attraversando. L'altra causa di dissidio era morale: i suoi amici rifiutavano di «turarsi il naso». La Malfa, unico nel governo, si era opposto al salvataggio della banca di Sindona.. Guerriero aveva denunciato sulla rivista Epoca Sindona e i suoi complici.
Per il compromesso storico Montanelli nutriva un'avversione culturale, prima che politica, sostenendo che l'alleanza DC-PCI avrebbe fatto trionfare la parte peggiore della mentalità italiana: controriformista e poco laica, piagnucolosa e ribelle, clientelare e assistenzialista, popolaresca e familista, mariana e partitocratica, sempre in bilico fra la sacrestia e la cellula di partito, il culto di padre Pio e il rimpianto per «Baffone». Più in generale vedeva nell'alleanza tra democristiani e comunisti «la corruzione democristiana esercitata col rigore comunista».
Montanelli e Gelli si videro a Roma, in un incontro organizzato dal giornalista Renzo Trionfera, poiché il direttore cercava azionisti per il Giornale nuovo e gli era stato fatto il suo nome. Dopo aver spiegato la situazione finanziaria del quotidiano, Gelli lo interruppe per parlargli di un progetto di ristrutturazione della stampa italiana, sostenendo che fosse necessario un unico padrone che controllasse almeno i maggiori quotidiani; il progetto di ristrutturazione era centrato su una banca internazionale per prestiti a tasso agevolato. Alle perplessità di Montanelli, convinto che per attuare un progetto come quello fosse necessario l'appoggio del governo, Gelli rispose: «Lì non ci sono problemi. E comunque lei capisce che in un assetto di questo genere è fatale che i piccoli giornali come il suo scompaiono». L'incontro terminò in questo modo, con Montanelli e Trionfera che si guardarono in silenzio una volta usciti dalla stanza. Nelle sue memorie, Montanelli ricordò quello che successe in seguito: «Qualche tempo dopo, quando la bufera della P2 si scatenò, gli ricordai quell'episodio. "Renzo, ringraziamo Iddio che quel bischero ci abbia accolti così. Perché se lui ci avesse detto: se volete salvare il "Giornale" dovete entrare nella P2, noi c'entravamo". Senza sapere cosa fosse, come è successo a tanti».
Quanto alle finalità della Loggia, dichiarò: «Spadolini propose lo scioglimento della P2 e fu un gesto doveroso. Ma il "Giornale" assunse subito una posizione controcorrente rispetto a quella ch'era la smisurata leggenda nera imbastita sulla P2. Che non aveva certo come fine l'eversione, la dittatura e le stragi, ma la creazione d'una società di mutuo soccorso per incettare palanche e poltrone. Perché poi Gelli e i suoi compari avrebbero dovuto proporsi il rovesciamento d'un regime che sembrava studiato apposta per i loro comodi? Quel ch'è certo è che se i piduisti approfittarono della congrega per arraffar posti, molti di quelli che ne reclamarono il crucifige lo fecero per occuparli a loro volta, profittando della purga dei titolari. Ci fu chi sostenne che il "Giornale" minimizzava la portata della P2 perché il suo editore vi era coinvolto. Infatti il nome di Berlusconi risultò nell'elenco. Ma prima di tutto non aveva mai avuto ruoli nella conduzione politica del "Giornale". E poi, come ho già raccontato, soltanto il caso m'aveva salvato dal ritrovarmici anch'io. Sapevo quindi perfettamente quale valore dare a quella lista».
In un'intervista dichiarò poi di non aver mai voluto infierire su chi avesse avuto la tessera piduista.

### L'attentato delle Brigate Rosse

Montanelli ferito dalle Brigate Rosse.

Il 2 giugno 1977 Montanelli fu vittima a Milano di un attentato, ordito dalla colonna milanese delle Brigate Rosse. Mentre come ogni mattina, dopo essere uscito dall'Hotel Manin, dove risiedeva, si stava recando in redazione, venne ferito all'angolo fra via Daniele Manin e piazza Cavour (ove aveva sede il Giornale nuovo, nel cosiddetto Palazzo dei giornali), con una pistola 7,65 munita di silenziatore. L'attentatore gli sparò otto colpi consecutivamente, colpendolo due volte alla gamba destra, una volta di striscio alla gamba sinistra e alla natica, secondo una pratica definita – con un neologismo coniato in quel periodo – «gambizzazione».
Il gruppo brigatista era formato da Lauro Azzolini, Franco Bonisoli e Calogero Diana: fu quest'ultimo a sparare. Gli attentatori, che probabilmente non sapevano che Montanelli portava con sé una pistola, lo avvicinarono di spalle chiamandolo per nome. Mentre il giornalista, fermatosi, stava girandosi per rispondere, Diana gli sparò a distanza ravvicinata. Colpito, Montanelli sentì cedere le gambe, ma decise di non estrarre la pistola. Il suo unico pensiero fu di non lasciarsi cadere a terra: si aggrappò alla cancellata dei Giardini. Ricordando l'episodio in un'intervista televisiva sostenne che fu questo gesto a salvargli la vita, in quanto se fosse immediatamente caduto gli ultimi colpi l'avrebbero probabilmente colpito alla pancia e al torace. Il particolare è annotato anche nei Diari, pubblicati nel 2009, mentre urlava «Vigliacchi, vigliacchi!» all'indirizzo dell'attentatore e dei complici in fuga; poi si lasciò scivolare a terra. Poco dopo dichiarò ad un soccorritore: «Quei vigliacchi mi hanno fottuto. Li ho visti in faccia, non li conosco, ma credo di poterli riconoscere». I proiettili trafissero la carne, senza però ledere né ossa né vasi sanguigni. Lauro Azzolini affermò che se Montanelli avesse estratto la sua pistola sarebbe stato sicuramente ucciso.
Tutta la stampa italiana diede grande rilievo all'attentato contro Montanelli. Con due significative eccezioni: il Corriere della Sera, diretto da Piero Ottone, e La Stampa, diretta da Arrigo Levi, che arrivarono addirittura a omettere nel titolo di prima pagina il nome di Montanelli, relegandolo al sommario. Il Corriere della Sera titolò: I giornalisti nuovo bersaglio della violenza. Le Brigate Rosse rivendicano gli attentati; poi nel suo editoriale, pur esprimendogli una solidarietà senza riserve, avvertì i propri lettori che il collega ferito «rappresenta e difende posizioni nelle quali non ci riconosciamo». Per colmo, sia Arrigo Levi che Piero Ottone faranno poi visita al capezzale di Montanelli, che prenderà nota nei suoi Diari dell'imbarazzante visita dei due, con il consueto sarcasmo: 
Più ironico su la Repubblica fu il vignettista Giorgio Forattini, che raffigurò l'allora suo direttore Eugenio Scalfari nell'atto di puntarsi una pistola contro il piede dopo aver letto la notizia dell'attentato a Montanelli, suggerendo che ne invidiasse la popolarità. Altri quotidiani pubblicarono la notizia in prima pagina (l'Unità riportò la cronaca dell'evento evidenziando la ferma condanna del partito per un atto definito criminale nell'occhiello del titolo).
L'attentato venne rivendicato dalla colonna Walter Alasia delle Brigate Rosse con una telefonata al Corriere d'Informazione (edizione pomeridiana del Corriere della Sera). Secondo la rivendicazione dei terroristi perché «schiavo delle multinazionali». Il giorno prima, con la medesima tecnica, le Brigate Rosse avevano gambizzato a Genova Vittorio Bruno, vicedirettore del Secolo XIX, mentre il giorno successivo all'attentato a Montanelli venne gravemente ferito a Roma Emilio Rossi, a quel tempo direttore del TG1.
Dieci anni dopo Montanelli incontrò i due brigatisti che lo avevano ferito e che si erano dissociati dalla lotta armata.. Ad un incontro pubblico in cui erano presenti anche gli ex brigatisti disse poi:
Montanelli espresse stima, oltre che per l'ex capo brigatista, anche per il bandito sardo Graziano Mesina, mentre definì l'ex leader di Autonomia Operaia Toni Negri «un esemplare umano di bassa lega».
Nel 1996, rispondendo a Lauro Azzolini, rievocò il gesto di riconciliazione (avvenuto il 19 marzo 1987), aggiungendo:

### Il caso Calabresi
Il 3 novembre 1980 Montanelli fu chiamato a testimoniare a Catanzaro, durante il processo d'appello per la strage di piazza Fontana (12 dicembre 1969). Nelle settimane precedenti si era riaperta a Milano l'inchiesta sull'omicidio del commissario Luigi Calabresi (17 maggio 1972), indagando sugli ambienti di Lotta Continua in seguito alle testimonianze di alcuni ex militanti poi passati a Prima Linea. Montanelli scrisse un articolo di fondo in cui ricordò il clima che precedette l'omicidio, con il commissario descritto dagli ambienti di sinistra (e da molti intellettuali dell'epoca) come «un brutale torturatore al servizio dei golpisti», per poi aggiungere che, qualche giorno prima della strage, Giuseppe Pinelli mise in guardia anticipatamente Calabresi, senza però essere più preciso, e che dopo il fatto il commissario chiese a Pinelli di fare i nomi. Poiché quest'ultimo continuava a rifiutarsi, gli furono fatte sentire, registrate su un nastro e tagliate in modo da sembrare una confessione, le confidenze fatte prima del 12 dicembre 1969. Da qui il gesto estremo dell'anarchico per paura di essere considerato una spia da parte dei suoi compagni. Montanelli aggiunse che, secondo il suo informatore, Calabresi non volle rivelare questo retroscena perché si vergognava del ricatto a cui era stato sottoposto il ferroviere anarchico, avvertendo tuttavia i lettori che questo racconto gli venne fatto in via confidenziale da una fonte rimasta anonima.
Di fronte al pubblico ministero di Catanzaro, il direttore del Giornale nuovo dichiarò che la fonte era l'ex magistrato Vittorio Occorsio, che gli confermò la tesi del suicidio già riferita da tre cronisti del quotidiano milanese. Spiegò che inizialmente decise di non pubblicare nulla, dal momento che i tre giornalisti avevano raccolto solo voci di corridoio prive di riscontro, e che alla fine del 1975 incontrò Occorsio a Roma, con cui parlò della vicenda. L'ex magistrato lo interruppe dicendo che anche lui aveva sentito quelle voci e le riteneva verosimili, aggiungendo: «I poliziotti ricorrono a questi trucchetti, anche i più corretti. Questa è la loro superiorità – se così vogliamo chiamarla – rispetto a noi magistrati». A chi gli chiese perché non scrisse nulla di quell'incontro, Montanelli rispose che Occorsio gli precisò che avrebbe smentito tutto se fosse uscito qualcosa sul Giornale.
Tornato a Milano, alcuni lettori gli scrissero per avere chiarimenti su quella convocazione in tribunale. Montanelli rispose che intendeva scrivere una rievocazione di Calabresi e solo nella parte finale dell'articolo aggiunse un cenno sulla morte di Giuseppe Pinelli, aggiungendo: «Cerchi di non essere mai convocato da un tribunale come testimone. Si vedrebbe immediatamente trasformato in imputato e trattato come tale». In un'intervista del 6 aprile 1981 a Mixer dichiarò: «Io a Catanzaro ripetei esattamente, parola per parola, quello che avevo scritto. Se poi questo poveretto di Porcelli, il quale ha avuto poi la paga del sabato dalla sentenza del tribunale, che ha completamente rovesciato tutte le sue richieste, mi vuol dire che è la fine di un mito... Io non mi sono mai accorto di essere un mito; ma che il mio mito, se c'è, possa essere caduto a Catanzaro, be', francamente...».

### I rapporti con Silvio Berlusconi
Nel 1977 terminò il finanziamento della Montedison e Montanelli accettò il sostegno di Silvio Berlusconi, all'epoca costruttore edile, che rilevò il 12% delle quote del Giornale per poi diventare socio di maggioranza nel 1979 con il 37,5%. Secondo Felice Froio, Montanelli, sottoscrivendo il contratto con Berlusconi, gli avrebbe detto: «Tu sei il proprietario, io sono il padrone almeno fino a che rimango direttore. [...] Io veramente la vocazione del servitore non ce l'ho».

Indro Montanelli con Silvio Berlusconi.

Nel corso degli anni ottanta Berlusconi affidò alla redazione del Giornale i primi notiziari di Italia 1 e schierò Montanelli tra gli opinionisti di punta di Canale 5. Nel 1987, a causa dei debiti e della concorrenza sempre più agguerrita, i giornalisti-azionisti cedettero le loro quote a Berlusconi, che raggiunse la maggioranza assoluta prima di cedere il quotidiano al fratello Paolo nel 1992, per via della legge Mammì approvata due anni prima. Nel fare un bilancio dei rapporti con l'editore, Montanelli riconobbe che spesso la «spavalderia gli è stata cattiva consigliera», gli ha creato «la fama di un giocatore che, abituato a vincere, non ha ancora imparato l'arte di perdere», ma sottolineò anche un aspetto positivo di Berlusconi:
In quello stesso anno Montanelli pensò di fondare un settimanale, chiamandolo Il Caffè, con l'aiuto di Claudio Rinaldi e pubblicato da Mondadori ma, dopo il passaggio della casa editrice al gruppo Berlusconi nel gennaio 1991, il progetto venne accantonato.
Il sodalizio Montanelli-Berlusconi durò senza significativi contrasti fino al 1994. Tanto che Montanelli, in un'intervista concessa al giornalista Giorgio Ferrari agli inizi degli anni novanta, disse: «La gente forse non ci crede quando dico che Silvio Berlusconi è il miglior padrone che potessi desiderare di avere. Sa perché? Perché ha capito immediatamente che non poteva darmi ordini. E non l'ha fatto. Di lui posso dire che è un misto di genialità e di coraggio, con un pizzico di "bausceria milanese". Uno che scommette su cose sulle quali tu non punteresti una lira».
Secondo quanto racconta Marco Travaglio, in una delle visite di Montanelli presso la villa di Arcore, Berlusconi gli fece visitare il mausoleo funebre e, al termine della visita, giunti presso la sala dei loculi, gli avrebbe offerto un posto vicino a Cesare Previti, Marcello Dell'Utri e se stesso. Montanelli però declinò l'offerta, rispondendo ironicamente con l'incipit di una preghiera liturgica: Domine, non sum dignus («O Signore, non sono degno»). Dal punto di vista politico il sodalizio cominciò a scricchiolare durante il 1993, dal momento che Montanelli appoggiò il movimento referendario di Mario Segni come l'unica forza moderata e liberaldemocratica in grado di favorire il cambiamento, mentre Berlusconi era favorevole a una coalizione formata dal vecchio pentapartito, dalla Lega Nord e dal MSI. Tra il dicembre 1993 e il gennaio 1994 arrivarono i primi attacchi personali da parte di Vittorio Sgarbi, che lo definì «un fascista» ripescando alcuni articoli scritti all'età di vent'anni, e di Emilio Fede, che il giorno dell'Epifania ne chiese in diretta le dimissioni durante il TG4.
Secondo la versione raccontata da Montanelli nel gennaio 1994, due settimane prima della «discesa in campo» di Berlusconi, questi si presentò all'ufficio amministrativo del Giornale a sua insaputa, dicendo ai redattori che se volevano stipendi più alti e più mezzi tecnologici dovevano appoggiare i suoi interessi politici. Successivamente arrivarono 35 lettere di dimissioni (poi diventate 55): Montanelli, che gli aveva sconsigliato di entrare in politica, decise di non seguirlo e l'11 gennaio si dimise dalla direzione del quotidiano, che passò sotto la guida di Vittorio Feltri.
Da un'intervista audiovisiva rilasciata ad Alain Elkann si evince che la loro separazione fu presa di comune accordo. Nell'intervista con Elkann, Montanelli spiega meglio la dinamica della sua uscita dal Giornale. Egli, riferendosi a Berlusconi, racconta: «Gli dissi: "Io non mi sento di seguirti in questa avventura, quindi noi dobbiamo separarci". [...] Fu una separazione consensuale fra me e Berlusconi. Il patto su cui si reggeva la nostra convivenza, che era stato scrupolosamente osservato da tutt'e due le parti (ossia "Berlusconi è il proprietario del Giornale, Montanelli ne è il padrone"), era venuto meno». Montanelli ricostruisce quindi il dialogo che avvenne con Berlusconi, asserendo che non volle mettersi al suo servizio, sia perché non si era mai messo a servizio di nessuno e non riteneva opportuno cominciare con Berlusconi, sia perché riteneva che Berlusconi non potesse avere successo in politica.
Altri invece, citando lo stesso Montanelli, parlano di un aspro conflitto tra lui e Berlusconi e non convengono con coloro che sostengono la tesi che l'abbandono di Montanelli fosse in comune accordo con la proprietà. Nella sua testimonianza autobiografica pubblicata postuma nel 2002, in ogni caso, il giornalista dichiarò che ciò che aveva scritto nel suo fondo di addio, ovvero che se n'era andato di sua iniziativa e non perché costretto, era «la verità».
Il 10 gennaio 1994, Montanelli in una lettera aperta a Silvio Berlusconi scrisse:
(Federico Orlando, Il sabato andavamo ad Arcore, Bergamo, Larus, 1995, p. 214.)
Il 12 gennaio scrisse il suo ultimo articolo di fondo sul quotidiano che aveva fondato. 
Risultò quindi per lui una sorpresa la vittoria del suo ex editore, che attribuì a una combinazione di fortuna e fiuto, e in particolare al fatto che, dopo Mani pulite, l'elettorato desiderava votare qualcosa di nuovo. Nel 1996 Berlusconi invitò Montanelli a cena nella sua villa di Arcore, per riconciliarsi con lui.
Montanelli rimase comunque sempre convinto che Berlusconi fosse inadatto al ruolo di politico, per i suoi atteggiamenti prima ancora che per il suo conflitto di interessi, e tra il 2000 e il 2001 ricominciò ad attaccarlo, preoccupato dall'instaurazione di un «regime», come fece durante il suo primo governo.

### Iniziative delGiornale
Dalla tolda di comando del Giornale Montanelli lanciò alcune campagne d'impegno civile. Nel 1980 i suoi lettori e gli spettatori di TMC aderirono ad una sottoscrizione per i terremotati dell'Irpinia che raccolse più di 5 miliardi di lire, consegnati tre anni dopo al comune di Castelnuovo di Conza (uno dei comuni colpiti dal sisma) in una cerimonia alla presenza di Sandro Pertini. Nel 1989, alla notizia che l'Accademia della Crusca rischiava di chiudere, lanciò un'altra raccolta fondi e i lettori donarono 700 milioni in tre mesi. Nel 1990, grazie a un ricco làscito dell'imprenditore Mario Borletti, furono consegnati 2,5 miliardi ai familiari degli uomini delle forze dell'ordine uccisi negli anni di piombo.
Nello stesso periodo Montanelli lanciò una campagna giornalistica contro la candidatura di Venezia per l'Expo 2000 (voluta dal socialista Gianni De Michelis e poi ritirata nel 1990); appoggiò i referendum abrogativi a favore della preferenza unica e del sistema maggioritario (prendendo a modello il sistema elettorale francese a doppio turno) e nel 1991 sostenne la partecipazione dell'Italia nella guerra del Golfo per la liberazione del Kuwait invaso dall'Iraq, promuovendo un appello a favore dei militari italiani presenti nel Golfo e criticando i pacifisti.
In occasione delle elezioni politiche del 1992 (le prime dalla fine della guerra fredda) invitò i lettori del Giornale a votare una rosa di nomi favorevoli alle riforme istituzionali: furono individuate 457 persone tra vari partiti, ritenendo tuttavia votabili soltanto il PRI (quasi tutto filo-referendario), parte del PLI e la corrente DC vicina a Mario Segni. Risulteranno eletti oltre 150 «pattisti». Pur essendo critico nei confronti delle Leghe riconobbe che erano «un fenomeno di reazione a una provocazione» rispetto alla partitocrazia e alla politica nazionale, che amministrava malissimo i soldi pubblici. Al ballottaggio delle elezioni comunali di Milano del 1993 invitò i cittadini del capoluogo lombardo a votare per Marco Formentini, candidato leghista (considerato meno lontano dai moderati rispetto al rivale Nando dalla Chiesa, sostenuto da una coalizione di sinistra), dando per certa la sconfitta dei candidati centristi al primo turno.

### Direttore dela Voce(1994-1995)

Indro Montanelli presenta il suo nuovo quotidiano, la Voce.

Non ritenendo di poter accettare la direzione del Corriere della Sera (che non avrebbe assunto anche gli altri redattori del Giornale) offertagli da Paolo Mieli e Gianni Agnelli, Montanelli decise di fondare una nuova testata, la Voce, il cui nome fu scelto in omaggio all'omonima rivista di Giuseppe Prezzolini. L'idea iniziale era di farne un settimanale, sul modello de Il Mondo di Mario Pannunzio: di conseguenza la progettazione della «terza pagina», la sezione culturale, risultò particolarmente curata.
A far decidere Montanelli di pubblicare un nuovo quotidiano fu il numero di giornalisti alle sue dipendenze: a seguire il loro direttore nel passaggio dal Giornale alla Voce vi furono infatti 55 cronisti su 77. Tra questi Beppe Severgnini, Marco Travaglio, Mario Cervi, Giancarlo Mazzuca, Federico Orlando, Peter Gomez, Donata Righetti, Luigi Offeddu, Alberto Mazzuca, Tiziana Abate. La nuova impresa tuttavia non ebbe vita lunga, non riuscendo ad ottenere nel tempo un sufficiente volume di vendite: nonostante un esordio di 500 000 copie, le vendite scesero presto sotto le 100.000 unità. L'ultimo numero fu pubblicato mercoledì 12 aprile 1995.
Secondo Montanelli, una causa dell'insuccesso fu l'avere sovrastimato il numero di potenziali acquirenti del quotidiano, pensato per un pubblico di idee simili alle sue, ovvero schierato su posizioni di destra liberale ed insoddisfatto della svolta populistica impressa da Berlusconi. Un secondo errore fu la grafica troppo anticonvenzionale della pubblicazione, in particolare il fotomontaggio satirico e caricaturale che caratterizzava la prima pagina: la troppa aggressività delle immagini avrebbe contribuito ad allontanare i possibili acquirenti, abituati a uno stile più misurato. In retrospettiva, tuttavia, l'avveniristica impostazione grafica, ideata dall'art director Vittorio Corona, avrebbe influenzato lo stile giornalistico degli anni successivi.

### Gli ultimi anni: il ritorno alCorriere della Sera

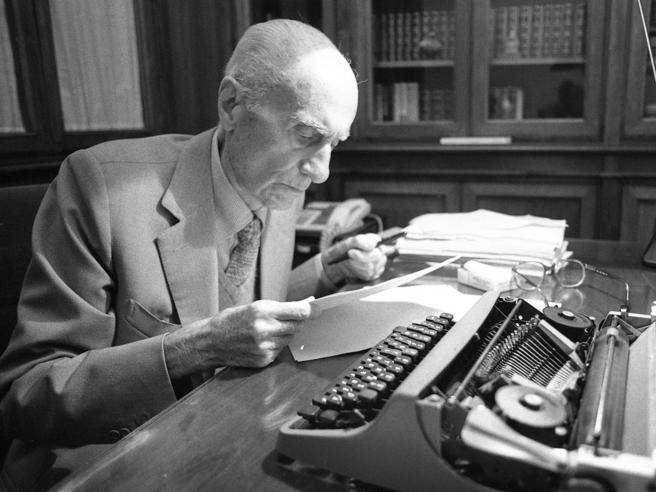
Indro Montanelli con la sua Olivetti negli anni novanta.

Dopo la chiusura della Voce, Montanelli tornò a lavorare per il Corriere della Sera, curando una seguitissima pagina di colloquio con i lettori, La Stanza di Montanelli. Le lettere e le risposte più significative furono in seguito raccolte nei due libri antologici (Le Stanze e Le nuove Stanze) e, in parte, anche nell'epistolario Nella mia lunga e tormentata esistenza. Lettere da una vita.
Nel 1996 sostenne, suscitando polemiche, l'ipotesi dell'illegittimità della condanna dell'ex militare nazista Erich Priebke, uno dei responsabili dell'eccidio delle Fosse Ardeatine (pur avendo due amici tra le vittime) in quanto, secondo Montanelli, Priebke fu costretto a scegliere tra eseguire l'ordine, che veniva dai vertici tedeschi, o morire egli stesso per fucilazione.
Negli ultimi anni Montanelli prese posizione a favore dell'intervento militare della NATO contro la Jugoslavia, definendo Slobodan Milošević «uno dei maggiori responsabili dello sfacelo della Jugoslavia e del suo precipizio nella guerra civile», scrisse di essere contro i matrimoni tra persone dello stesso sesso, contro la legalizzazione delle droghe leggere, mentre si dichiarò più volte favorevole all'eutanasia, che riteneva essere un vero e proprio diritto ad una "morte dignitosa". Fu contrario all'istituzione del Giorno della Memoria, spiegando che «le feste comandate non raggiungono mai gli effetti che si propongono, anzi provocano il contrario».
Commentando l'appoggio fornitogli in quel periodo dagli esponenti della sinistra post-comunista in chiave antiberlusconiana, Montanelli dichiarerà:
Quando uscì Il libro nero del comunismo espresse dei dubbi sulle reali cifre riportate dagli autori e si disse non sorpreso dal contenuto, poiché non fu rivelato nulla che già non si sapesse, così come definì il dossier Mitrochin (riferito in particolare alla lista di presunti agenti e informatori del KGB in Italia) «una patacca» e «una bufala» per via dei nomi presenti nell'elenco, scrivendo:
Nel 2000, rispondendo in una Stanza del Corriere della Sera ad un lettore che gli chiedeva delucidazioni sulla nascita della Repubblica, Montanelli confermerà la propria antica fede monarchica, che lo aveva portato, nel 1946, a votare per i Savoia:
Favorevole a un atto di grazia o di indulto verso gli ex terroristi degli anni di piombo, considerò una truffa un gesto analogo per le inchieste di Tangentopoli, poiché «la corruzione è una piaga endemica della nostra società e come tale va endemicamente combattuta», e inutile l'istituzione di una commissione parlamentare d'inchiesta sui magistrati della Procura di Milano.
Nel 1998, in un editoriale sul Corriere della Sera, difese Gian Carlo Caselli e gli altri magistrati palermitani accusati da buona parte dell'opinione pubblica di aver indotto al suicidio il giudice Luigi Lombardini, indagato per estorsione nell'ambito del sequestro di Silvia Melis (rapita dall'anonima sequestri l'anno prima), che si uccise dopo un lungo interrogatorio. L'allora procuratore capo di Palermo scrisse una lettera di ringraziamento e Montanelli rispose: «Signor Procuratore, grazie del suo grazie, che forse non merito perché mi sono limitato a parlare da giornalista indipendente. Indipendente da tutto, anche dai pregiudizi e partiti presi. Posso ricambiarlo soltanto con un augurio: che la limpidezza della sua azione trionfi e valga a disperdere o almeno ad alleggerire la cappa di fango che si cerca di gettare sulla Giustizia. Lo auguro a Lei. Ma lo auguro anche, come cittadino, a me stesso». Successivamente tornò sull'argomento per «scagionare Caselli da qualsiasi responsabilità nel suicidio di Lombardini», scrivendo:
In politica interna dichiarò di aver votato per L'Ulivo alle elezioni politiche del 1996 e del 2001, temendo che un successo della Casa delle Libertà con margine di voti troppo largo avrebbe potuto portare Berlusconi a ritenersi «un nuovo uomo della provvidenza», mentre votò per il candidato di centrodestra Gabriele Albertini alle elezioni comunali di Milano del 1997 e del 2001, si astenne per le elezioni europee del 1999 e votò per il centrosinistra alle Regionali del 2000. Scrisse inoltre di voler vedere al Quirinale una donna tra Rita Levi-Montalcini, Emma Bonino, Letizia Moratti e Tullia Zevi (presidente dell'UCEI dal 1983 al 1998).
Molto critico verso la coalizione di centrodestra, Montanelli concesse qualche apertura al percorso di Alleanza Nazionale verso l'area governativa (come fece con il PDS) mentre disprezzò gli ex comunisti o filocomunisti convertiti al liberalismo d'accatto e all'anticomunismo barricadiero, dopo aver tifato per il «sorpasso» sulla DC negli anni settanta, chiamandoli «sedicenti liberaloni» e descrivendo la borghesia italiana come «la più vile di tutto l'Occidente».
Nel 2000, alla morte di Bettino Craxi, criticò severamente la proposta di Massimo D'Alema di offrire come «atto dovuto» i funerali di Stato all'ex segretario socialista, morto latitante in Tunisia, dicendo:
Altre critiche furono rivolte all'ambiente cattolico vicino a Comunione e Liberazione, riunito a Rimini al Meeting per l'amicizia fra i popoli:
In politica estera si disse contrario all'allargamento della NATO in Europa orientale e a un secondo Piano Marshall a favore dei Balcani, della Russia e del Medio Oriente, mentre nel 2000 scrisse che, pur essendo un simpatizzante repubblicano, se avesse potuto avrebbe votato Al Gore (il candidato democratico) alle presidenziali americane, sostenendo che aveva più esperienza sia in politica interna che in politica estera rispetto al rivale repubblicano (nonché vincitore della competizione elettorale) George W. Bush, considerato poco più che una comparsa.

### La morte
Il 22 luglio 2001 Montanelli morì, all'età di 92 anni, a causa di complicazioni seguite a un'infezione delle vie urinarie, a Milano, nella clinica La Madonnina, dove era ricoverato dall'inizio del mese per un tumore all'intestino. Era lo stesso luogo dove nel 1972 era deceduto Dino Buzzati, altra figura storica del Corriere nonché amico di Montanelli. Il giorno seguente il direttore del Corriere della Sera Ferruccio de Bortoli ne pubblicò in prima pagina il necrologio, scritto dallo stesso Montanelli quando era ormai consapevole di stare vivendo i suoi ultimi giorni:
(Corriere della Sera, 23 luglio 2001.)
La compagna dei suoi ultimi anni, Marisa Rivolta, gli fu vicino fino alla fine. Migliaia di persone sfilarono nella camera ardente per rendergli omaggio.
Le sue ultime volontà, riguardo alla cremazione e al posizionamento delle ceneri al cimitero di Fucecchio, vennero pienamente rispettate.
Il suo archivio è conservato presso il Centro per gli studi sulla tradizione manoscritta di autori moderni e contemporanei dell’Università di Pavia. Il Fondo Montanelli conserva i suoi diari (che coprono un arco cronologico che va dal 1933 al 1978), i dattiloscritti (minute di articoli, biografie, epitaffi scherzosi e ironici scritti insieme a Leo Longanesi) e la corrispondenza dell’autore. La corrispondenza tra Indro Montanelli e la moglie Colette Rosselli non è consultabile.

## Riconoscimenti
(Indro Montanelli.)
Fra i vari riconoscimenti tributati a Montanelli, spicca la nomina a senatore a vita offertagli nel 1991 da Francesco Cossiga, Presidente della Repubblica. Il giornalista non accettò però la proposta, sempre a garanzia della sua completa indipendenza. Dichiarò:

Montanelli fu autore e uomo di cultura riconosciuto e premiato anche all'estero: nel 1992 fu il primo italiano ad essere nominato Commendatore di I classe dell'Ordine del Leone di Finlandia (Suomen Leijonan I lk:n komentaja), nel 1994 ricevette l'International Editor of the Year Award della World Press Review, e nel 1996 ebbe il Premio Principessa delle Asturie, attribuitogli con la seguente motivazione:
Nel 1985 ottenne il Riconoscimento Gianni Granzotto.
Nel 2000 fu insignito negli Stati Uniti del premio World Press Freedom Heroes dall'International Press Institute, unico italiano tra 50 personalità scelte tra i più grandi giornalisti del Novecento per aver difeso e salvato la libertà di stampa nella seconda metà del secolo. Interpellato da un lettore sul significato del prestigioso premio «Eroe della libertà di stampa», Montanelli rispose così: 
Fra i personaggi di fama mondiale da lui intervistati, oltre ai già citati Henry Ford e Papa Giovanni XXIII, si possono ricordare il primo ministro britannico Winston Churchill ed il presidente francese Charles de Gaulle.
Degna di nota è la cena che Montanelli ebbe nel 1986 in Vaticano con Papa Giovanni Paolo II:
Enzo Biagi ricordava il legame che Montanelli aveva saputo instaurare con il lettore: «Era il suo vero padrone. E quando vedeva lo strapotere di certi personaggi, si è sempre battuto cercando di rappresentare la voce di quelli che non potevano parlare».
Il Comune di Milano gli ha intitolato i Giardini di Porta Venezia, divenuti "Giardini pubblici Indro Montanelli". All'interno del parco è stata posta una statua dello scultore Vito Tongiani raffigurante Montanelli intento nella stesura di un articolo con la celebre Lettera 22 sulle ginocchia.
La Fondazione Montanelli Bassi ha istituito nel 2001 un premio di scrittura dedicato alla triplice figura di Montanelli, giornalista, storico e narratore, assegnato a cadenza biennale (la prima edizione si tenne nel 2003). Il premio, suddiviso nelle sezioni «Alla carriera» e «Giovani», prende in considerazione gli scritti nel settore del giornalismo, della divulgazione storica e della memorialistica.
Nel 2016 la sua vita ha ispirato la docu-fiction televisiva Indro. L'uomo che scriveva sull'acqua, in cui gli attori Roberto Herlitzka e Domenico Diele lo interpretano rispettivamente da vecchio e da giovane.
Nel 2019, per i 110 anni della nascita, esce il documentario Indro Montanelli, un anarchico conservatore di Giovanni Paolo Fontana con la regia di Nicoletta Nesler su Rai Storia il 23 aprile per la serie Italiani. Inoltre l'arrivo della seconda tappa del Giro d'Italia è proprio a Fucecchio, sua città natale, per rendere omaggio al giornalista che ha sempre avuto un grande legame con la Corsa Rosa, della quale ha seguito numerose edizioni come inviato.

## Controversie
Nel 1969, durante il programma televisivo L'ora della verità di Gianni Bisiach, Indro Montanelli raccontò della propria esperienza in Etiopia durante la quale aveva comprato e sposato una ragazzina dell'età di 12 anni; venne interrotto dalla domanda di una donna presente nello studio, la scrittrice e giornalista Elvira Banotti, che gli chiese come intendesse il proprio rapporto con le donne dal momento che in Europa il matrimonio con una bambina di 12 anni è considerato violenza. Montanelli rispose che «in Abissinia funziona così». La discussione tra i due giornalisti continuò fino alla chiusura della trasmissione.
La pratica del madamato (il matrimonio a cui fece riferimento Montanelli nell'intervista) era una relazione temporanea more uxorio di cittadini italiani con donne locali, spesso bambine tra gli 8 e i 12 anni, all'epoca legale nelle colonie italiane. Riguardo alla piccola Destà, comprata a 12 anni, Montanelli affermò: «Faticai molto a superare il suo odore, dovuto al sego di capra di cui erano intrisi i suoi capelli, e ancor di più a stabilire con lei un rapporto sessuale perché era fin dalla nascita infibulata: il che, oltre a opporre ai miei desideri una barriera pressoché insormontabile (ci volle, per demolirla, il brutale intervento della madre), la rendeva del tutto insensibile».
Nel 1996, inviava una lettera all'ex ufficiale nazista Erich Priebke, riveriva «Signor Capitano», dopo la (prima) condanna a 15 anni che riteneva una «sentenza insensata». Solidarizzava, «Da vecchio soldato, e sia pure di un Esercito molto diverso dal Suo, so benissimo che Lei non poteva fare nulla di diverso da ciò che ha fatto». Nella strage delle Fosse Ardeatine rivendicava la fine di Giuseppe Cordero di Montezemolo e Filippo De Grenet come «a due miei vecchi e cari amici» a cui si paragonava nella sua detenzione al carcere di San Vittore, «Dove potevo subire la stessa sorte toccata agli ostaggi delle Ardeatine». Poi, concludendo, «che anche fra noi italiani ci sono degli uomini che pensano giusto...anche quando coloro che pensano e vedono ingiusto sono i padroni della piazza» e congedava, «Auguri, signor Capitano».
Nel 1999, durante il processo al capitano nazista Theodor Saevecke per la strage di Piazzale Loreto, citato dalla difesa come testimone, attribuiva ogni responsabilità ai fascisti: «A San Vittore era noto che la rappresaglia era stata attuata dai repubblichini. E lo confermano le modalità con cui avvenne: i tedeschi erano soliti agire spietatamente ma secondo i regolamenti, invece quella di piazzale Loreto fu un'operazione sciabattona, i fascisti fecero scendere i detenuti dai camion e li fecero cominciare a correre, poi gli spararono alle spalle».
Incalzato sulla possibilità di prelevare 15 detenuti senza il consenso dell'ufficiale delle SS, rispose: «Sì, perché in carcere i detenuti si dividevano in quelli "ostaggio" dei repubblichini e quelli nelle mani dei tedeschi, e ognuno disponeva dei suoi liberamente». E ribatteva: «Gli interrogatori dei tedeschi erano lunghi, snervanti, ma né io né altri subimmo delle brutalità». Il PM espose una sua lettera di quel periodo in cui scriveva: «con una carezza particolarmente delicata i tedeschi mi ruppero una costola e mi lesionarono il fegato». Giustificava contraddicendosi: «A venire picchiato non ero stato io, ma Gasparini. E a picchiare non erano stati i tedeschi ma i repubblichini». Poi, per la prima volta, ridimensionava il Cardinale Schuster nella sua liberazione dal carcere per attribuirla alla spia dell'OVRA Ugo Osteria, ma senza chiarire il suo permesso di espatrio da parte di Saevecke. All'indignazione dei familiari delle vittime durante tutta la sua deposizione, terminava: «Rumoreggino pure, me ne fotto dei loro rumori. Io le bugie non le dico».

## Opere

### Prime edizioni
- Commiato dal tempo di pace, Roma, Il Selvaggio, 1935.
- XX Battaglione eritreo, Milano, Panorama, I ed. marzo 1936; riedizione: XX Battaglione Eritreo. Il primo romanzo e le lettere inedite dal fronte africano, a cura di Angelo Del Boca, Collana Saggi italiani, Milano, Rizzoli, 2010, ISBN 978-88-17-03303-9.
- Primo tempo, Milano, Panorama, 1936.
- Guerra e pace in Africa Orientale, Firenze, Vallecchi, 1937.
- Ambesà. Racconto, Milano, Fratelli Treves Editori, 1938; II ed., Milano, Garzanti, 1940.
- Albania una e mille, Torino, Paravia, 1939.
- Giorno di festa, Collana I narratori dello "Specchio", Milano, Mondadori, 1939 - II ed. ampliata, Mondadori, 1942; Milano, Rizzoli, 1968.
- Vecchia e nuova Albania, Milano, Garzanti, 1939.
- I cento giorni della Finlandia, Collana Pagine dell'ora, Milano, Garzanti, 1940.
- Gente qualunque. Racconti di Indro Montanelli, Milano, Bompiani, 1942.
- Guerra nel fiordo, Collana La guerra per l'Europa n.3, Milano, Mondadori, 1942.
- La lezione polacca, Milano, Mondadori, 1942.
- Qui non riposano. Romanzo, Milano, Antonio Tarantola Editore, I ed. agosto 1945 - II ed. ottobre 1945; Milano, Mondadori, 1949[288]; ed. integrale, Collana Biblioteca Moderna, Milano, Mondadori, III ed. maggio 1949; Venezia, Marsilio, 1982-1987; Collana La Scala, Milano, BUR, 2001, ISBN 978-88-1712-573-4.
- Il buonuomo Mussolini, Serie polemica n.6, Milano, Edizioni Riunite, 1947.
- Vita sbagliata di un fuoruscito. A. Herzen, 1811-1871, Collana Il Cammeo n.8, Milano, Longanesi, 1947; II edizione riveduta: Herzen: Vita sbagliata di un fuoruscito, Milano, Rizzoli, 1961.
- L'illustre concittadino, con Mario Luciani, Torino, Società Editrice Torinese, 1949.
- Morire in piedi. Rivelazioni sulla Germania segreta 1938-1945, Milano, Longanesi, 1949; Collana Opere di Indro Montanelli, Prefazione di Sergio Romano, Milano, Rizzoli, 2006, ISBN 88-17-00922-9.
- Padri della Patria,(ritratti di Winston Churchill, António de Oliveira Salazar, Francisco Franco, Alcide De Gasperi, Cesare Maria De Vecchi), Milano, Mondadori, 1949.
- Incontri

Pantheon minore (Incontri), Milano, Longanesi, 1950.
Tali e quali (Incontri). Volume II, Milano, Longanesi, 1951.
I rapaci in cortile (Incontri). Volume III, Milano, Longanesi, 1952.
Busti al Pincio (Incontri). Volume IV, Milano, Longanesi, 1953.
Facce di bronzo, Milano, Longanesi, 1955.
Belle figure. (Incontri) volume VI, Milano, Longanesi, 1959.
- Mio marito, Carlo Marx, Milano, Longanesi, 1954.
- Andata e ritorno, Firenze, Vallecchi, 1955.
- Lettere a Longanesi e ad altri nemici, Collana La Fronda n.10, Milano, Longanesi, 1955.
- Addio, Wanda! Rapporto Kinsey sulla situazione italiana, sovraccoperta di Mino Maccari, Milano, Longanesi, 1956.
- Storia di Roma. Narrata da Indro Montanelli ai ragazzi dai nove ai novant'anni, con 51 incisioni di Colette Rosselli, Milano, Longanesi, 1957; Milano, Rizzoli, 1959.
- Il generale Della Rovere. Istruttoria per un processo, Collana Zodiaco, Milano, Rizzoli, 1959.
- Il generale (sceneggiatura de Il generale Della Rovere), Roma, Zebra film, 1959.
- Storia dei Greci, Milano, Rizzoli, 1959.
- Reportage su Israele, Milano, Editrice Derby, 1960.
- Tagli su misura (Incontri), Milano, Collana Lo Zodiaco, Rizzoli, 1960.
- Gli Incontri. Edizione completa e definitiva, Milano, Rizzoli, 1961 (contiene i ritratti scritti per il Corriere della Sera dal 1949 al 1960).
- I sogni muoiono all'alba. Commedia in 2 tempi, Milano, Il Teatro delle novità, 1960.
- Garibaldi, con Marco Nozza, Milano, Rizzoli, 1962, ISBN 88-17-42701-2.
- Teatro: Viva la dinamite! I sogni muoiono all'alba. Kibbutz. Resisté. Cesare e Silla, Milano, Rizzoli, 1962.
- Gente qualunque, Nuova ed. ampliata, Milano, Rizzoli, 1963; Collana Opere di Indro Montanelli, Rizzoli, 2003, ISBN 88-17-00020-5.
- Dante e il suo secolo, Milano, Rizzoli, 1964, ISBN 88-17-42000-X.
- I. Montanelli, Alberto Cavallari, Piero Ottone, Gianfranco Piazzesi, Giovanni Russo, Italia sotto inchiesta. Corriere della Sera (1963-65), Firenze, Sansoni, 1965.
- L'Italia dei secoli bui. Il Medio Evo sino al Mille, con Roberto Gervaso, Milano, Rizzoli, 1965.
- L'Italia dei Comuni. Il Medio Evo dal 1000 al 1250, con Roberto Gervaso, Milano, Rizzoli, 1966.
- L'Italia dei secoli d'oro. Il Medio Evo dal 1250 al 1492, con Roberto Gervaso, Milano, Rizzoli, 1967.
- L'Italia della Controriforma (1492-1600), con Roberto Gervaso, Milano, Rizzoli, 1968, ISBN 88-17-42710-1.
- L'Italia del Seicento (1600-1700), con Roberto Gervaso, Milano, Rizzoli, 1969.
- Per Venezia, Venezia, Sodalizio del libro, 1970.
- Rumor visto da Montanelli, a cura di Delio Giacometti e Quintino Gleria, Vicenza, Neri Pozza, 1970. [edizione fuori commercio di due articoli apparsi su Il Corriere della Sera il 28 gennaio 1964 e l'11 luglio 1970]
- Venezia. Caduta e salvezza, con Giuseppe Samonà e Francesco Valcanover, Sansoni, Firenze, 1970.
- L'Italia del Settecento (1700-1789), con Roberto Gervaso, Milano, Rizzoli, 1970.
- I. Montanelli-Umberto Baldini, Arturo Checchi a Fucecchio, a cura di Zena Checchi Fettucciari, Firenze, Vallecchi, 1971.
- L'Italia giacobina e carbonara (1789-1831), Milano, Rizzoli, 1971.
- L'Italia del Risorgimento (1831-1861), Milano, Rizzoli, 1972.
- L'Italia dei Notabili (1861-1900), Milano, Rizzoli, 1973.
- L'Italia di Giolitti (1900-1920), Milano, Rizzoli, 1974.
- I libelli, (contiene Mio Marito Karl Marx, Il buonuomo Mussolini, Addio, Wanda!), Milano, Rizzoli, 1975; Milano, BUR, 1993-2001, ISBN 88-17-11586-X.
- Il generale Della Rovere. Introduzione di Geno Pampaloni, Nuova ed., Collana BUR n.53, Milano, Rizzoli, 1975.
- I Protagonisti, Milano, Rizzoli, 1976, ISBN 978-88-1742-718-0.
- L'Italia in camicia nera (1919-3 gennaio 1925), Milano, Rizzoli, 1976.
- Controcorrente (a cura di Marcello Staglieno), Milano, Società Europea di Edizioni, 1978.
- Cronache di guerra (contiene La lezione polacca, I cento giorni della Finlandia e Guerra nel fiordo), Milano, Editoriale Nuova, 1978.
- Se io fossi, come Averroè, illustrazioni di Ugo Marantonio, Milano, Società Europea di Edizioni, 1978.
- L'Italia littoria (1925-1936), con Mario Cervi, Milano, Rizzoli, 1979.
- Controcorrente. Volume secondo (a cura di Marcello Staglieno), Milano, Editoriale Nuova, 1980.
- Due secoli di guerre, con Mario Cervi, Milano, Editoriale Nuova, 1980.
- L'archivista. Tra cronaca e storia, con Marcello Staglieno e Renato Besana, Milano, Società Europea di Edizioni, 1980.
- L'Italia dell'Asse (1936-10 giugno 1940), con Mario Cervi, Milano, Rizzoli, 1980.
- Incontri italiani, Milano, Rizzoli, 1982, ISBN 978-88-1742-800-2.
- L'Italia della disfatta (10 giugno 1940-8 settembre 1943), con Mario Cervi, Milano, Rizzoli, 1982.
- L'Italia della guerra civile (8 settembre 1943-9 maggio 1946), con Mario Cervi, Milano, Rizzoli, 1983.
- Leo Longanesi, con Marcello Staglieno, Milano, Rizzoli, 1984.
- L'Italia della Repubblica (2 giugno 1946-18 aprile 1948), con Mario Cervi, Milano, Rizzoli, 1985, ISBN 88-17-42724-1.
- L'energia e la storia, con Mario Cervi, Roma, Ente Nazionale per l'Energia Elettrica, 1986.
- Professione verità (contiene i reportages: Giappone '51, Ungheria '56, Toscana '62), Roma-Bari, Laterza-Cassa di Risparmio della Spezia, 1986.
- Sommario di storia d'Italia dall'Unità ai giorni nostri, con Paolo Granzotto, Milano, Rizzoli, 1986, ISBN 978-88-1742-802-6.
- Controcorrente 1974-1986, Milano, Mondadori, 1987, ISBN 978-88-0430-055-7.
- Figure & figuri del Risorgimento, con una nota biografica di postfazione di Marcello Staglieno, Pavia, Editoriale Viscontea, 1987, ISBN 88-7807-009-2.
- L'Italia del miracolo (14 luglio 1948-19 agosto 1954), con Mario Cervi, Milano, Rizzoli, 1987, ISBN 88-17-42725-X.
- Montanelli narratore. Da Giorno di festa a Qui non riposano, da Paura a Gallarate a Gente qualunque, Milano, Rizzoli, 1988.
- Ritratti, a cura di Paolo Granzotto, Milano, Rizzoli, 1988, ISBN 978-88-1742-803-3. [galleria di ritratti estrapolati dai libri di Storia di Montanelli]
- L'Italia dei due Giovanni (1955-1965), con Mario Cervi, Milano, Rizzoli, 1989, ISBN 978-88-1742-726-5.
- Milano Ventesimo secolo. Storia della capitale morale da Bava Beccaris alle Leghe, con Mario Cervi, Milano, Rizzoli, 1990; nuova edizione rivista, ampliata e aggiornata da Mario Cervi dopo la morte di Montanelli: Milano Ventesimo secolo. Storia della capitale morale da Bava Beccaris all'anno 2000, Milano, SuperBur Saggi, 2002, ISBN 88-17-11719-6.
- Caro direttore. 1974-1977. Il meglio della rubrica "La parola ai lettori", Milano, Rizzoli, 1991, ISBN 88-17-42728-4.
- Firenze, Collana Passpartout, Milano, Mondadori, 1991, ISBN 978-88-0437-756-6.
- L'Italia degli anni di piombo (1965-1978), con Mario Cervi, Milano, Rizzoli, 1991, ISBN 88-17-42805-1.
- Dentro la Storia. Finlandia 1939-40. Ungheria 1956, Milano, Rizzoli, 1992, ISBN 978-88-17-42806-4.
- Il testimone, a cura di Manlio Cancogni e Piero Malvolti, Collana Il Cammeo n.232, Milano, Longanesi, 1992, ISBN 88-304-1063-2; Milano, TEA, 1993.
- Il meglio di «Controcorrente». 1974-1992 (antologia della rubrica tenuta su il Giornale), Milano, Rizzoli, 1993, ISBN 978-88-17-42807-1. - Collana Montanelli giornalista, Milano, Rizzoli, 2005, ISBN 978-88-1700-906-5.
- L'Italia degli anni di fango, con Mario Cervi, Milano, Rizzoli, 1993, ISBN 978-88-17-42729-6.
- Caro Lettore. Il meglio della rubrica "La parola ai lettori". 1978-1981, Milano, Rizzoli, 1994, ISBN 88-17-42730-6.
- Istantanee. Figure e Figuri della Prima Repubblica, Milano, Rizzoli, 1994, ISBN 88-17-42729-2.
- Eppur si muove. Cambiano gli italiani?, con Beniamino Placido, Collana Saggi italiani, Milano, Rizzoli, 1995, ISBN 978-88-17-42809-5.
- Una Voce poco fa (contiene i più importanti editoriali apparsi sul quotidiano La Voce), Collana Tendenze, Bologna, Il Mulino, 1995, ISBN 978-88-15-05136-3.
- Indro Montanelli: la mia «Voce», (intervista di Giancarlo Mazzuca), Milano, Sperling & Kupfer, 1995.
- L'Italia di Berlusconi (1993-1995), con Mario Cervi, Milano, Rizzoli, 1995, ISBN 88-17-42810-8.
- L'Italia dell'Ulivo (1995-1997), con Mario Cervi, Milano, Rizzoli, 1997, ISBN 88-17-42810-8.
- Le Stanze. Dialoghi con gli italiani, Milano, Rizzoli, 1998, ISBN 88-17-85259-7.
- L'Italia del Novecento, con Mario Cervi, Collana Storica, Milano, Rizzoli, 1998, ISBN 978-88-17-86014-7.
- La stecca nel coro. 1974-1994: una battaglia contro il mio tempo, a cura di Eugenio Melani (antologia di editoriali pubblicati in prima pagina su il Giornale), Collana Saggi italiani, Milano, Rizzoli, 1999, ISBN 978-88-17-86284-4.
- Opera all'Arena, Cartedit, 2000, pp. 80.
- L'Italia del Millennio. Sommario di dieci secoli di storia, con Mario Cervi, Collana Saggi italiani, Milano, Rizzoli, 2000, ISBN 978-88-1786-608-8.
- Colloquio sul Novecento: 31 gennaio 2001, Sala della Lupa di Palazzo Montecitorio / con Vittorio Foa, Rita Levi-Montalcini, Indro Montanelli, Leopoldo Pirelli; coordinato da Maurizio Viroli; introdotto da Luciano Violante - Roma, Camera dei deputati, 2001.

### Pubblicazioni postume
- Le Nuove Stanze, Prefazione di Ferruccio de Bortoli, a cura di Michele Brambilla, Collana Saggi italiani, Milano, Rizzoli, 2001, ISBN 978-88-17-86842-6.
- Soltanto un giornalista. Testimonianza resa a Tiziana Abate, Milano, Rizzoli, 2002, ISBN 978-88-1712-991-6.
- Caro Indro... Dialoghi di Montanelli con il direttore di OGGI. 1993-2001. Il meglio di una rubrica di successo durata otto anni, a cura di Paolo Occhipinti, supplemento al settimanale Oggi n.30 del luglio 2002, Milano, RCS.
- Tesio, Collana Equitare per piacere, Rosia (Siena), Equitare, 2004, ISBN 978-88-882-6640-4. [testo tratto da Pantheon minore, Longanesi, 1952]
- Senza Voce. Breve storia di un giornale-fenomeno: i testi e i fotomontaggi più belli, Prefazione di Ferruccio de Bortoli, postfazione di Vittorio Corona, Collana Saggi, Milano, BUR, 2005, ISBN 978-88-17-00633-0.
- La "mia" Firenze, San Miniato, FM Edizioni, 2005.
- Istantanee-Caro Direttore-Caro Lettore-Il meglio di controcorrente, (cofanetto di 4 volumi), Collana Saggi, BUR, Milano, 2006, ISBN 978-88-17-01431-1.
- La sublime pazzia della rivolta. L'insurrezione ungherese del 1956 (raccoglie gli articoli scritti per il Corriere della Sera, già presenti nel volume Dentro la Storia), Prefazione di Miriam Mafai, Milano, Rizzoli, 2006, ISBN 978-88-17-01444-1.
- L'Impero bonsai. Cronaca di un viaggio in Giappone 1951-1952, Prefazione di Vittorio Zucconi, Collana Saggi italiani, Milano, Rizzoli, 2007, ISBN 978-88-17-01710-7.
- La mia eredità sono io. Pagine da un secolo, a cura di Paolo Di Paolo, Collana Scrittori contemporanei, Milano, BUR, 2008, ISBN 978-88-17-02631-4.
- I conti con me stesso. Diari 1957-1978 (tratti da 12 quaderni e taccuini redatti tra il 1957 e il 1978, ma espunti da diversi brani ritenuti lesivi nei confronti di alcune persone citate), Prefazione e note di Sergio Romano, Collana Saggi italiani, Milano, Rizzoli, 2009, ISBN 978-88-17-02820-2.
- Indro Montanelli racconta la sua terra, a cura di Adriano Lotti, Quaderni della Fondazione Montanelli Bassi, Edizioni dell'Erba, 2009.
- Le passioni di un anarco-conservatore. Intervista a cura di Marcello Staglieno, Collana Il salotto di Clio, Firenze, Le Lettere, 2009, ISBN 978-88-6087-284-5.
- Per Venezia. Libro+DVD. a cura di Nevio Casadio, (raccolta di 4 articoli apparsi il 22, 23, 24, 26 novembre 1968 sul Corriere della Sera + il film-inchiesta tv Montanelli-Venezia, trasmesso sulla Rai il 12 novembre 1969), Collana Gli Specchi, Marsilio, Venezia, 2010 ISBN 978-88-317-0727-5
- Ricordi sott'odio. Ritratti taglienti per cadaveri eccellenti (antologia di epitaffi), a cura di Marcello Staglieno, Collana Saggi Italiani, Milano, Rizzoli, 2011, ISBN 978-88-17-04963-4.
- Ve lo avevo detto. Berlusconi visto da chi lo conosceva bene (raccolta di editoriali e risposte ai lettori), prefazione di Massimo Fini, Collana Saggi italiani, Milano, Rizzoli, 2011, ISBN 978-88-17-05317-4.
- Nella mia lunga e tormentata esistenza. Lettere da una vita, a cura di Paolo Di Paolo, Collana Saggi italiani, Milano, Rizzoli, 2012, ISBN 978-88-17-05710-3.
- Paolo Poli-Pietro Pancrazi-Giovanni Papini-I. Montanelli, Pinocchio, Roma, Elliot, 2015, ISBN 978-88-6993-013-3.
- Indro al Giro. Viaggio nell'Italia di Coppi e Bartali. Cronache del 1947 e 1948, a cura di Andrea Schianchi, Collana Saggi italiani, Milano, Rizzoli, 2016, ISBN 978-88-17-08969-2.
- Io e il duce, a cura di Mimmo Franzinelli, Collana Saggi italiani, Milano, Rizzoli, 2018, ISBN 978-88-17-09121-3.
- Da inviato di guerra. Lo squadrismo romeno, a cura di Claudio Mutti, Edizioni di AR, 2018, ISBN 978-88-98672-90-5.
- Cialtroni. Da Garibaldi a Grillo: gli italiani che disfecero l'Italia, a cura di Paolo Di Paolo, Postfazione di Beppe Grillo, Collana Saggi italiani, Milano, Rizzoli, 2019, ISBN 978-88-17-10988-8.
- Dante Alighieri ovvero Durante di Alighiero degli Alighieri, Prefazione di Gianfranco Ravasi, Bursto Arsizio, De Piante Editore, 2021,  p. 56, ISBN 979-12-803-6209-4. [profilo di Dante uscito in allegato a Il Giornale nel 1993 per la serie I Protagonisti]
- Se non mi capite, l'imbecille sono io. Autobiografia irregolare di un genio italiano, a cura di Guendalina Sertorio e Alberto Malvolti[289], Collana Saggi italiani, Milano, Rizzoli, 2022, ISBN 978-88-171-6396-5.
- Contro ogni censura. Un rimedio peggiore del male, Introduzione di Marcello Veneziani, Collana Saggi italiani, Milano, Rizzoli, 2023, ISBN 978-88-171-8230-0.
- Come un vascello pirata. 50 anni de il Giornale nelle parole del suo fondatore, Introduzione e cura di Luigi Mascheroni, Collana Saggi italiani, Milano, Rizzoli, 2024, ISBN 978-88-171-8992-7.

### Opere teatrali
Montanelli fu un grande estimatore e frequentatore del teatro e, in particolare, del teatro di varietà. Da giovane, secondo la testimonianza di Gastone Geron, fece parte per una stagione della compagnia di Nanda Primavera (di cui era innamorato). Dal 1937 al 1965 scrisse una decina di commedie che furono messe in scena da vari teatri di Milano, Roma e Torino:
- L'idolo (1937) rappresentato al Teatro Sperimentale GUF di Firenze, aprile 1938, regia di Giorgio Venturini.[293]
- Lo specchio delle vanità (1942), allestita al Teatro Carignano di Torino.
- L'illustre concittadino (1949), allestita al Teatro Excelsior di Milano (scritta con Mario Luciani).
- Resisté (1955), allestita al teatro Olimpia di Milano.
- Cesare e Silla (1956), allestita al Teatro delle Maschere di Milano.
- Viva la dinamite! (1960), allestita al Teatro Sant'Erasmo di Milano.
- I sogni muoiono all'alba (1960).
- Kibbutz (1961).
- Il petto e la coscia (1964), allestita al Piccolo Teatro di via Piacenza di Roma.
- Il vero generale Della Rovere (1965), allestita al Teatro Sant'Erasmo di Milano (scritta con Vincenzo Talarico).

Nel 1959 collaborò con Federico Zardi e Vittorio Gassman alla stesura dei testi per la trasmissione televisiva Il Mattatore.

### Traduzioni
- André Maurois, Chateaubriand, pp. 343, 16 ill., Milano, Antonio Tarantola Editore, 1946.
- André Malraux, Tentazione dell'Occidente, pp. 144, Collana I Quaderni della Medusa n.43, Milano, Mondadori, 1955.

### Curatele
Del libro di Quinto Navarra - non cameriere, bensì commesso a Palazzo Venezia di Mussolini - il ruolo di ghostwriters spetta a Montanelli e Leo Longanesi: essi raccolsero i racconti del Navarra, scrivendo materialmente il volume. Delle memorie del sicario di Giacomo Matteotti, Amerigo Dùmini, a Montanelli va ascritta la trascrizione della versione raccolta nel libro.
- Quinto Navarra, Memorie del cameriere di Mussolini, Milano, Longanesi, 1946. - Prefazione di I. Montanelli, Milano, Longanesi, 1983; Introduzione di Stefano Benni, Napoli, L'ancora del Mediterraneo, 2004[296]; Adler, 2020, ISBN 978-88-944-6959-2.
- Amerigo Dùmini, 17 colpi, Milano, Longanesi, 1950.
- Terzo Reich: storia del nazismo, a cura e con la prefazione ad ognuno dei 3 volumi di I. Montanelli, Roma, Sadea Editore, 1965.

Negli anni Settanta, Montanelli diresse Gli Italiani, una collana di biografie di personaggi storici, scritte quasi tutte da autori italiani, pubblicata dall'Editore Rizzoli. Tra i biografati si citano: Leopardi, di Iris Origo; Galla Placidia, di Lidia Storoni Mazzolani; Cafiero, di Pier Carlo Masini; Cagliostro, I Borgia (entrambi di Roberto Gervaso); Tiziano, di Neri Pozza; Nino Bixio, di Marcello Staglieno; Puccini, di Enzo Siciliano; Metastasio e Baretti, scritti da Maria Luisa Astaldi; [Gioacchino] Belli, di Massimo Grillandi; Foscolo, di Enzo Mandruzzato; Boccaccio e L'Aretino, di Cesare Marchi; Fenoglio, di Davide Lajolo.

### Prefazioni, introduzioni e presentazioni
- Leo Longanesi, La sua Signora. Taccuino, Milano, Longanesi, 1957.
- Amerigo Bartoli, Italiani in casa, Milano, Mondadori, 1957.
- F. Pestellini, Paulo Ghiglia nella vita e nell'arte, Roma, Edizioni Corso, 1960.
- Michele Pellicani, Radiografia del comunismo, Roma, Società Editrice Democratica, 1961.
- Jean D'Hospital, Roma in confidenza, Milano, Rizzoli, 1963.
- Cesarino Branduani, Memorie di un libraio, Milano, Longanesi, 1964.
- Colette Rosselli, Il Grande libro della casa a cura di Donna Letizia, Roma, Armando Curcio Editore, 1967.
- Giuseppe Barigazzi, Le osterie di Milano, Milano, Mursia, 1968.
- Leo Longanesi, In piedi e seduti, Milano, Longanesi, 1968.
- Cesarino Monti, Milano, Petrus, 1968.
- AA.VV., Piazza Navona. Isola dei Pamphilj, Roma, Edizioni Nuova Spada, 1970.
- Riccardo Bacchelli, Il mulino del Po, Milano, Mondadori, 1970.
- Delio Mariotti, Roma Imperiale. Colosseo primo attore, Roma, Fratelli Palombi Editore, 1970.
- Dino Buzzati, I miracoli di Val Morel, Milano, Garzanti, 1971.
- Leo Longanesi, I Borghesi stanchi, Milano, Rusconi, 1973.
- I Generali di Hitler, Novara, De Agostini, 1973.
- Giorgio Torelli, Cosa Nostra, Milano, Rusconi, 1976.
- AA.VV., Il GOTHA, Milano, Società Europea di Edizioni, 1977.
- Francesco Candura, 50 piccoli saggi, Aurora, 1979.
- Alberto Pasolini Zanelli, I liberalcristiani all'appuntamento con l'Europa, Milano, Editoriale Nuova, 1979.
- Renzo Trionfera, Valzer di marescialli: 8 settembre 1943, Milano, Editoriale Nuova, 1979.
- Arrigo Pecchioli (a cura di), Il Palio di Siena, Siena, EDITALIA, 1980.
- Marx non abita più qui. Viaggio straordinario nell'URSS sconosciuta attraverso l'obiettivo di Vladimir Sichov, testi di Eugène Silianoff, Milano, Editoriale Nuova, 1980.
- Giorgio Amadei, L'avventura agricola dell'Italia 1945/1980, Bologna, Edagricole, 1980, ISBN 88-206-2096-0.
- Orfeo Tamburi, Malaparte come me, Milano, Editoriale Nuova, 1980.
- Egisto Corradi, Dalle zone calde, Milano, Società Europea di Edizioni, 1982.
- Baldassarre Molossi, La coda del diavolo, Parma, Artegrafica Silva, 1982.
- Giuseppe Prezzolini, Bruschette «ticinesi», Giubiasco, Edizioni Gottardo, Tempi Moderni 2, 1983.
- Mauro Ballarè, L'Ottocento. Un secolo straordinario. Cronaca, storia, immagini, Novara, Istituto Geografico De Agostini, 1983.
- Giuseppe Barigazzi, Le osterie di Milano, Milano, Mursia, 1983.
- Willy Farnese (Giovanni Ansaldo), Il Vero Signore. Guida pratica di Belle Maniere, Milano, Longanesi, 1983.
- Quinto Navarra, Memorie del commesso di Mussolini, Milano, Longanesi, 1983.
- Franz Herre, Metternich: considerò l'Italia un'espressione geografica, trad. di Lydia Magliano, Milano, Bompiani, 1984.
- Cesare Angelini, Perpetua e Don Abbondio, con un ricordo di I. Montanelli ("Ricordo di Don Cesare"), incisioni di Walter Piacesi, Milano, Banca del Monte di Milano, 1984.
- Luigi Offeddu, La sfida dell'acciaio. Vita di Agostino Rocca. Prefazione di I. Montanelli. Postfazione di Giovanni Malagodi, Venezia, Marsilio, 1984.
- Berto Ricci, Lo scrittore italiano, Roma, Ciarrapico Editore, 1984.
- AA.VV., Italia Ventesimo Secolo, presentazioni generali e dei singoli decenni di I. Montanelli, Milano, Reader's Digest, 1985.
- Dino Buzzati, Il Reggimento parte all'alba, Milano, Frassinelli, 1985.
- Pier Francesco Listri, Firenze e la Toscana di Yorick. Torna, a 150 anni dalla nascita, il primo giornalista moderno (Piero Coccoluto Ferrigni), Firenze, Edizioni del Palazzo, 1985.
- Cesare Marchi, Caro Montanelli. Lettere al direttore sull'Italia che cambia e sugli italiani che non cambiano mai, Milano, Rizzoli, 1985.
- Rodolfo Graziani, Una vita per l'Italia. Ho difeso la patria, Milano, Mursia, 1986.
- AA.VV., Storia di Milano. Dai Romani a Tognoli, Milano, Mondadori, 1986.
- Alberto Pasolini Zanelli, Città e il sogno, Roma, Crocetti, 1986.
- Jessie White Meriton, Della vita di Giuseppe Mazzini, Milano, Astra, 1986.
- Elisabetta Fiorentini, Dietro la lavagna, Ferrara, Corso, 1986; Collana Pomeriggi NAVIGARE, Empoli, Ibiskos, 1995.
- Francesco Guicciardini, Storia d'Italia, saggio introduttivo di Montanelli e R. Gervaso, 8 voll. (ristampa anastatica dell'edizione di Pisa del 1822), Bologna, International Advertising, 1987.
- Luciano Satta, Matita rossa e blu: lo stato della lingua italiana nell'esame spietato ma scherzoso compiuto su 110 scrittori contemporanei, Milano, Bompiani, 1989, ISBN 978-88-452-1440-0.
- Achille Campanile, La televisione spiegata al popolo, a cura di Aldo Grasso, con una nota di Oreste Del Buono, Milano, Bompiani, 1989.
- Massimo Fini, Il conformista. Contro l'anticonformismo di massa, opinioni che fanno scandalo, Milano, Mondadori, 1990.
- Beppe Severgnini, Inglesi. Guida al regno della Thatcher, Milano, Rizzoli, 1990.
- Daniele Vimercati, I lombardi alla nuova crociata. Il «Fenomeno Lega» dall'esordio al trionfo. Cronaca di un miracolo politico, Milano, Mursia, 1990.
- Michele Brambilla, L'Eskimo in redazione. Quando le Brigate Rosse erano «sedicenti», Milano, Edizioni Ares, 1991.
- Franco Cardini, La vera storia della Lega Lombarda, Milano, Mondadori, 1991.
- Sergio Congia, Intervista a [Baldassarre] Molossi III, [direttore storico della Gazzetta di Parma], Cagliari, Ettore Gasperini Editore, 1992.
- Vadim Dubrovski, Orfani di Madre Russia. Le memorie di un cinico, Milano, Sperling & Kupfer, 1992.
- Paolo Mazzanti e Giancarlo Mazzuca, Eredi. Padri e figli del capitalismo italiano, Milano, Sperling & Kupfer, 1992.
- Gli Imperatori Romani, a cura di Arrigo Pecchioli, Roma, Editalia, 1992.
- Georges-André Chevallaz, La Svizzera nel contesto storico europeo, Locarno, Armando Dadò Editore, 1993.
- Giuseppe Marotta, Nulla sul serio, Milano, Corbaccio, 1993.
- Graziano Mesina, Io, Mesina. Dal Supramonte ad Asti: Un ergastolo, nove evasioni, una prigione raccontati a Gabriella Banda e Gabriele Moroni, Cosenza, Edizioni Periferia, 1993.
- Marco Travaglio, Stupidario del calcio e di altri sport, Milano, Mondadori, 1993.
- Giuseppe Prezzolini, Ideario, con un "Ritratto" di I. Montanelli, Milano, Corbaccio, 1993; Milano, Ponte Alle Grazie, 1998.
- "Il Bel Paese". Cento anni d'amore per l'Italia. 1894-1994, Testi a cura di Antonio Preiti, iconografia a cura di Cesare Colombo, Milano, Touring Club Italiano, 1994, ISBN 978-88-365-0574-6.
- Nicola Dioguardi, Lettere al Cardinale, Milano, Mursia, 1994.
- Federico Orlando, I 45 giorni di Badoglio, Roma, Bonacci, 1994.
- Alberto Pasolini Zanelli, Americani, Milano, Mondadori, 1994.
- Paolo Pinto, Una Repubblica in rovina, Chieti, Solfanelli, 1994.
- Gigi Riva e Marco Ventura, Jugoslavia il nuovo Medioevo. La guerra infinita e tutti i suoi perché, Milano, Mursia, 1994.
- Mario Cecchi Gori, Pasta d'uomo. Il film della mia vita, Milano, Mondadori, 1994.
- Gianni Rizzoni, Dreyfus. Cronaca illustrata del caso che ha sconvolto la Francia, Milano, Editoriale Giorgio Mondadori, 1994.
- Monica Setta, Berlusconi sul sofà. Manuale per far carriera nella Seconda Repubblica, Napoli, Tullio Pironti Editore, 1994.
- Alessandro Pavolini, Scomparsa d'angela, Cyrano, 1995.
- Marco Travaglio, Il pollaio delle libertà. Detti, disdetti e contraddetti, Firenze, Vallecchi, 1995.
- Luigi Crivelli, Schuster. Un monaco prestato a Milano, Cinisello Balsamo, Edizioni San Paolo, 1996.
- Marzio G. Mian, Karadzic. Carnefice psichiatra poeta, Milano, Mursia, 1996.
- Gian Antonio Stella, Dio Po. Gli uomini che fecero la padania, Milano, Baldini & Castoldi, 1996.
- Luigi Bacialli, Un italiano in Italia. Guida semiseria al paese dei furbi, Prefazione di I. Montanelli, Introduzione di Giuseppe Turani, Bergamo, Larus, 1996.
- Gigi Garanzini, Il romanzo del vecio. Enzo Bearzot, una vita in contropiede, Milano, Baldini & Castoldi, 1997.
- Piero Gheddo, Missionario. Un pensiero al giorno, Novara, Piemme, Novara, 1997.
- Lorenzo Bedeschi, Padre Marella. Un prete accattone a Bologna, Cinisello Balsamo, Edizioni San Paolo, 1998.
- Nico Acquarone, Quante pecore hai?, Milano, All'insegna del pesce d'oro, Scheiwiller, 1998.
- Dino Cofrancesco, Il linguaggio della politica. Vademecum per il cittadino, ECIG, 1999, ISBN 978-88-754-5866-9.
- Giuseppe Prezzolini, Diario 1968-1982, Milano, Rusconi, 1999.
- Sergio Ricossa, Scrivi che ti passa, Torino, Fògola, 1999.
- Angelo Cremonesi, Milano. Il fascino dei navigli. Testi di Francesco Ogliari e Franco Fava, Genova, De Ferrari Editore, 2000.
- Emil Ludwig, Colloqui con Mussolini, Collezione Le Scie, Milano, Mondadori, 2000.
- Paolo Mieli, Le Storie, la storia. Dall'Atene di Alcibiade al Giubileo del 2000, nuova edizione aggiornata, prefazione di I. Montanelli,[297] Collana SuperBur Saggi, Milano, BUR, 2000, ISBN 978-88-178-6401-5.
- Orio Vergani, Alfabeto del XX secolo. Protagonisti, eventi, luoghi, storie del Novecento nell'"enciclopedia" di un grande del giornalismo, Milano, Baldini & Castoldi, 2000.
- Benito Mussolini, Mussolini giornalista, a cura di Renzo De Felice. 1912-1922: i migliori articoli degli anni alla direzione dell'"Avanti" e de "Il Popolo d'Italia", Collana SuperBur Saggi, Milano, BUR, 2001.

## Filmografia

### Regie
- I sogni muoiono all'alba (1961)

### Soggetti cinematografici
- Pian delle stelle (1946), sceneggiatura.
- Tombolo, paradiso nero (1947), soggetto e sceneggiatura.
- L'amant de marbre (1948), sceneggiatura, firmata con Jean George Auriol, pubblicata sul bimestrale francese La Revue du Cinéma, nr.9, gennaio 1948 (film mai realizzato).
- Il generale Della Rovere (1959), soggetto e sceneggiatura.
- I sogni muoiono all'alba (1961), soggetto e sceneggiatura.

## Intitolazioni
A Indro Montanelli sono intitolate: una via a Roma, una a Cambiago (MI), una piazza a Sesto San Giovanni (MI), una piazza a Montesilvano (PE) e i giardini milanesi dove era solito passeggiare durante le pause di lavoro. Al giornalista è intitolata anche una scuola: il Liceo classico di San Marco in Lamis (FG).